# Liste d'élèves d'Arts et Métiers ParisTech

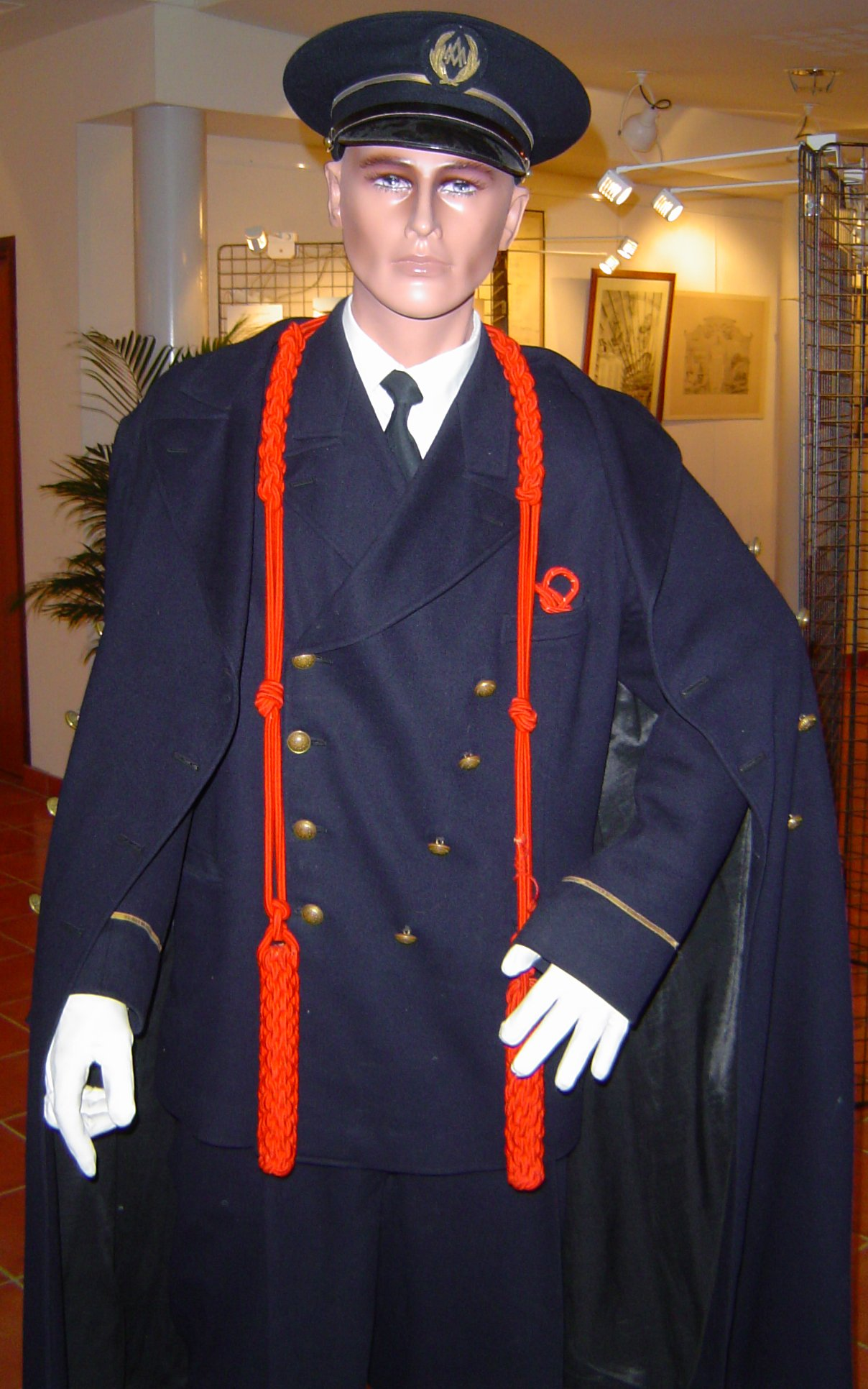
Uniforme des gadzarts.

Pour un article plus général, voir Arts et Métiers ParisTech.
La liste des élèves d'Arts et Métiers ParisTech recense, de manière non exhaustive, les gadzarts célèbres par leurs réalisation. L'École nationale supérieure d'arts et métiers étant destinée à la formation d'ingénieurs, il est logique que la notoriété des gadzarts soit généralement associée à des domaines scientifiques. Cependant, nombre d'entre eux sont devenus célèbres dans des domaines d'activités très variés (arts, commerce, industrie, politique, syndicalisme, sciences) en France et dans le monde entier,.
En plus de deux cent trente ans d'histoire, les Écoles d'Arts et Métiers ont formé plus de cent mille étudiants, dont trente mille en vie, qui se retrouvent dans la société des ingénieurs Arts et Métiers. Les critères de notoriétés varient en fonction des époques et des contextes. Par exemple, si les gardzarts honorent la mémoire de ceux qui se sont investis dans leur communauté, cet engagement est moins compris dans l'espace public.
Contrairement à beaucoup d'écoles d'ingénieurs, la promotion citée est normalement l'année d'entrée, et non celle de sortie. Pour les cursus non conventionels (formation par alternance, Valorisation des acquis de l'expérience, admission sur titre, etc.) la promotion est celle de sortie.

## Entreprises fondées ou largement développées par des anciens élèves

### Constructeurs automobiles
- De Dion-Bouton
- Delage
- Delahaye
- Richard-Brasier

Bâtiment Travaux publics
- Eiffage constructions métalliques (Établissements Le Brun)
- Saint-Gobain (usines Pont-à-Mousson)
- Spie Batignolles (Société de construction des Batignolles )

Electricité
- Alcatel (Compagnie générale d'électricité)
- Safran (Sagem)
- Schneider Electric (Merlin Gerin)

Santé
- Essilor
- Sanofi

### Autres
- Altran Technologies
- Angénieux (groupe Thales)
- Calor (groupe SEB)
- les locotracteurs Gaston Moyse
- les ascenseurs Roux-Combaluzier (intégrés aujourd'hui dans le groupe Schindler)
- les locomotives Fives-Lille

De même, aujourd'hui, il existe plusieurs entreprises fondées ou développées par des gadzarts. Par exemple :
- les hélicoptères Guimbal,
- la société d'ingénierie sous-marine Comex,
- le fabricant d'engins de chantiers Mécalac,
- le fabricant de machines d'emballage Cermex,
- le négociant de matériaux de construction Doras,
- le groupe de services à l'industrie Ortec,
- le constructeur informatique Archos,
- le précurseur des smartphones Palm (groupe Hewlett-Packard),
- le site Internet Deezer,
- le spécialiste du stockage d'énergie par volant d'inertie Énergiestro,
- le fabricant de matériels de forage pétrolier Saltel industries.

## Établissements des écoles à travers les siècles
Cette brève description des établissements permet de mieux situer les anciens élèves, désignés par leur centre d'origine et leur année d'entrée.

### XVIIIesiècle

Écoles d'Arts et Métiers du XVIIIe siècle.
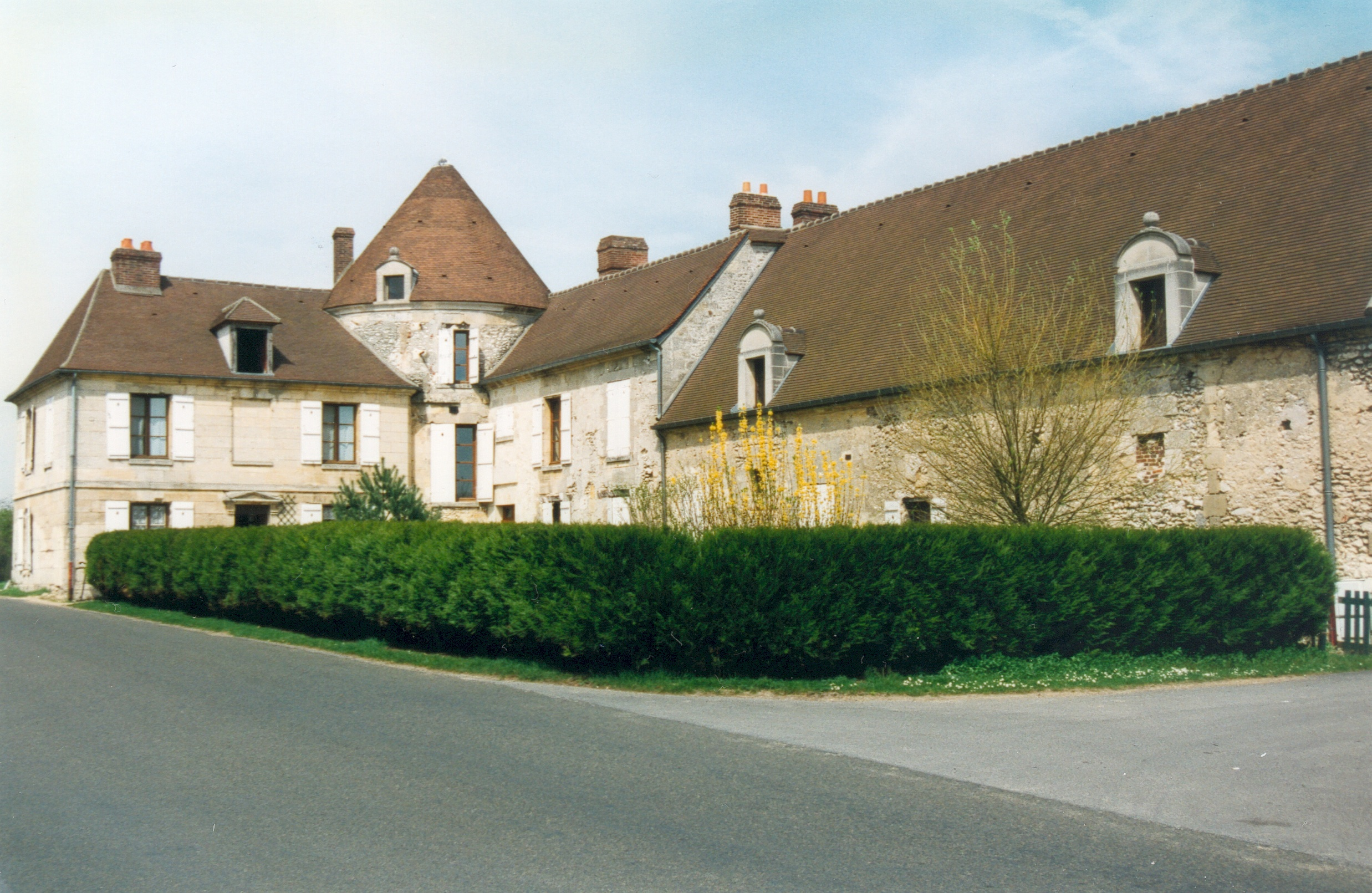
La ferme de la Montagne, première école d'Arts et Métiers.

Entre 1780 et 1806, les établissements de Liancourt, puis Compiègne et Beaupréau forment les premiers élèves de la future école Arts et Métiers ParisTech, qu'on n'appelle pas encore des gadzarts.

### XIXesiècle
Au XIXe siècle, les gadzarts sont issus des trois Écoles d'Arts et Métiers successivement créées pour répondre aux besoins croissants de l'industrie : Châlons en Champagne, Angers et Aix en Provence.

Écoles d'Arts et Métiers du XIXe siècle.
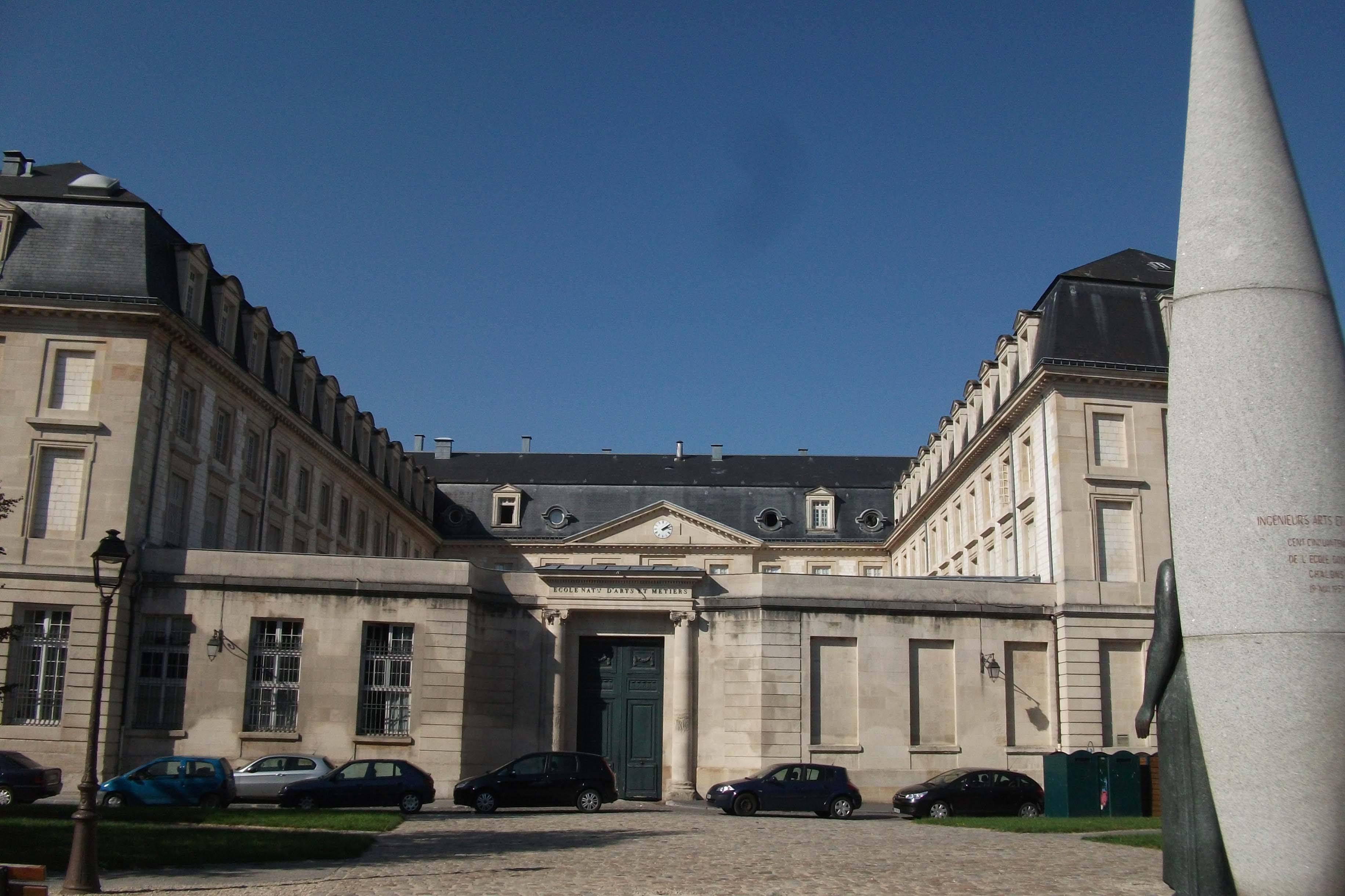
1806, école de Châlons-en-Champagne.
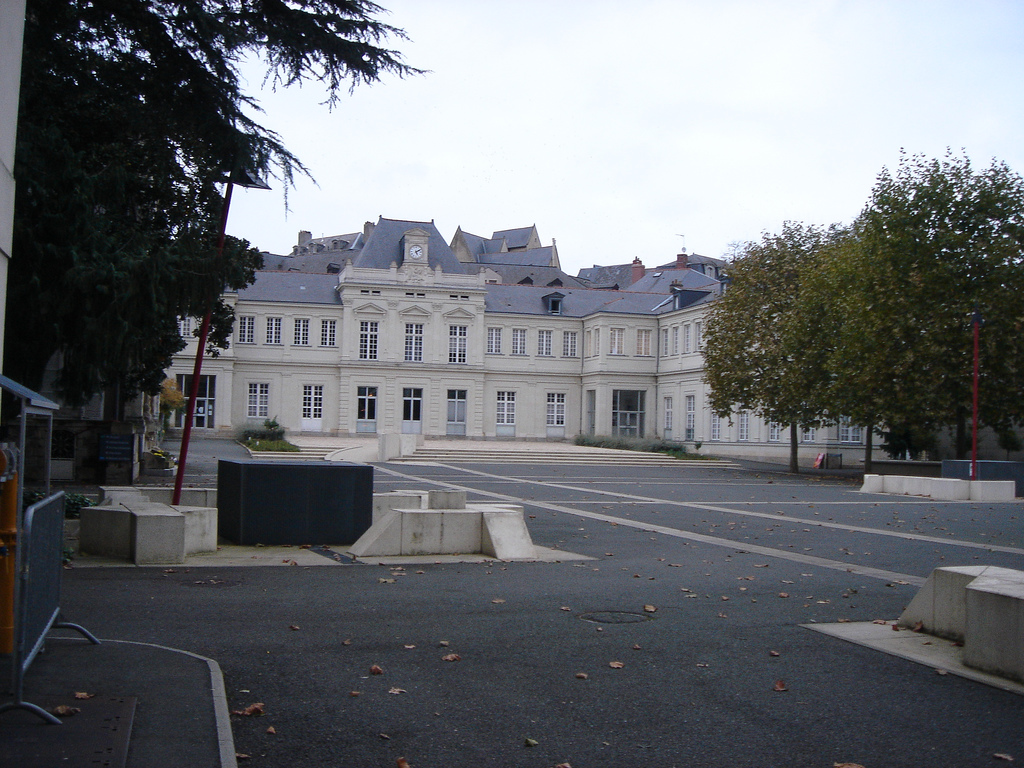
1815, école d'Angers.
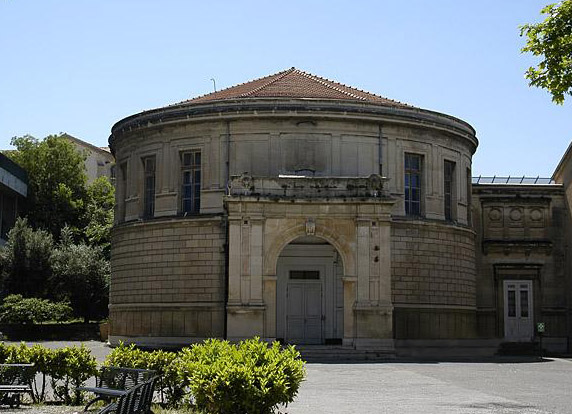
1843, école d'Aix-en-Provence (Grand Amphi).

### XXeetXXIesiècles
Au cours des XXe et XXIe siècles, Arts et Métiers ParisTech forme les gadzarts dans ses actuels campus répartis sur tout le territoire français.

Vue générale des campus d'Arts et Métiers ParisTech, par ordre chronologique.
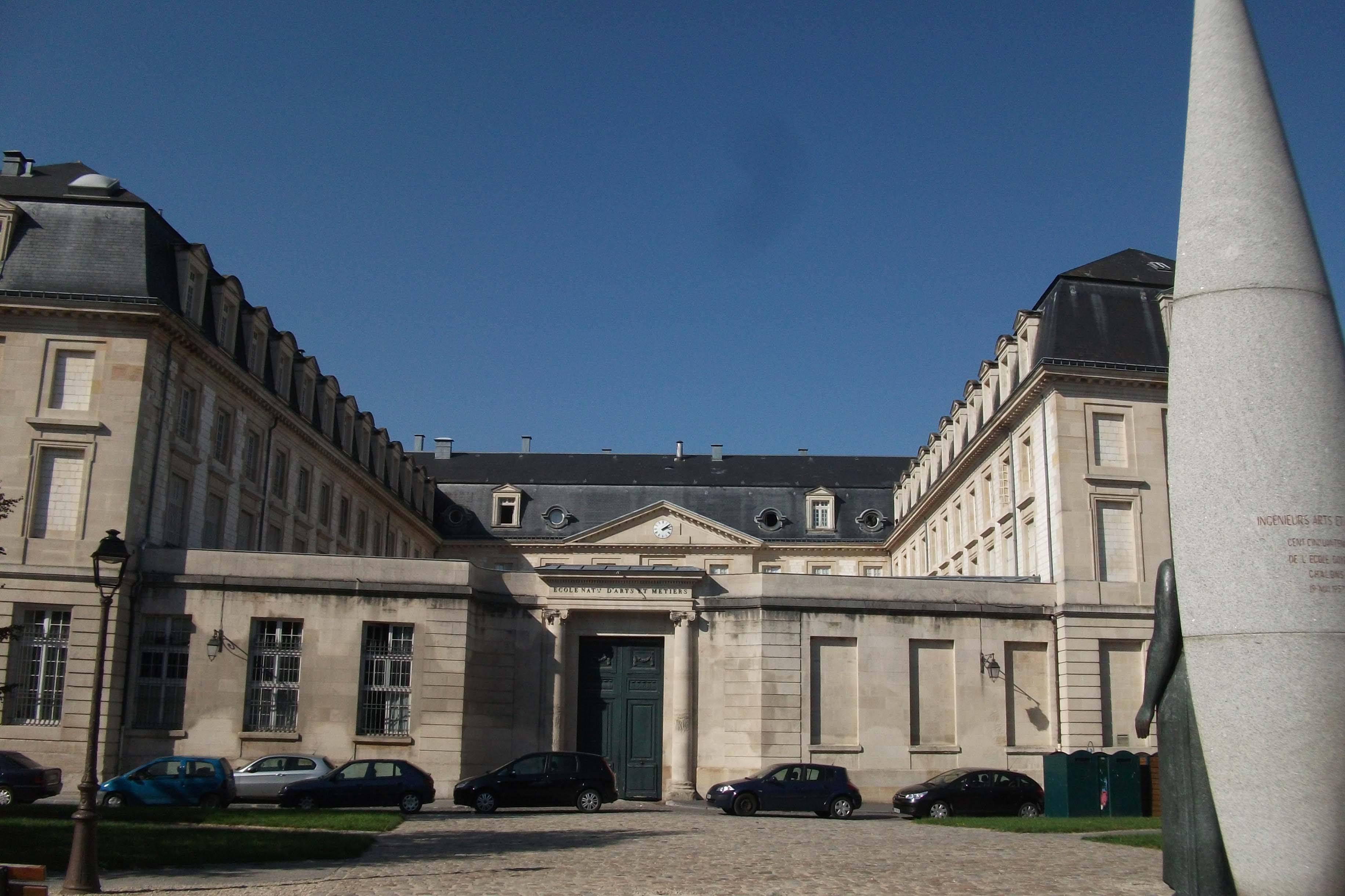
1806, campus de Châlons-en-Champagne.
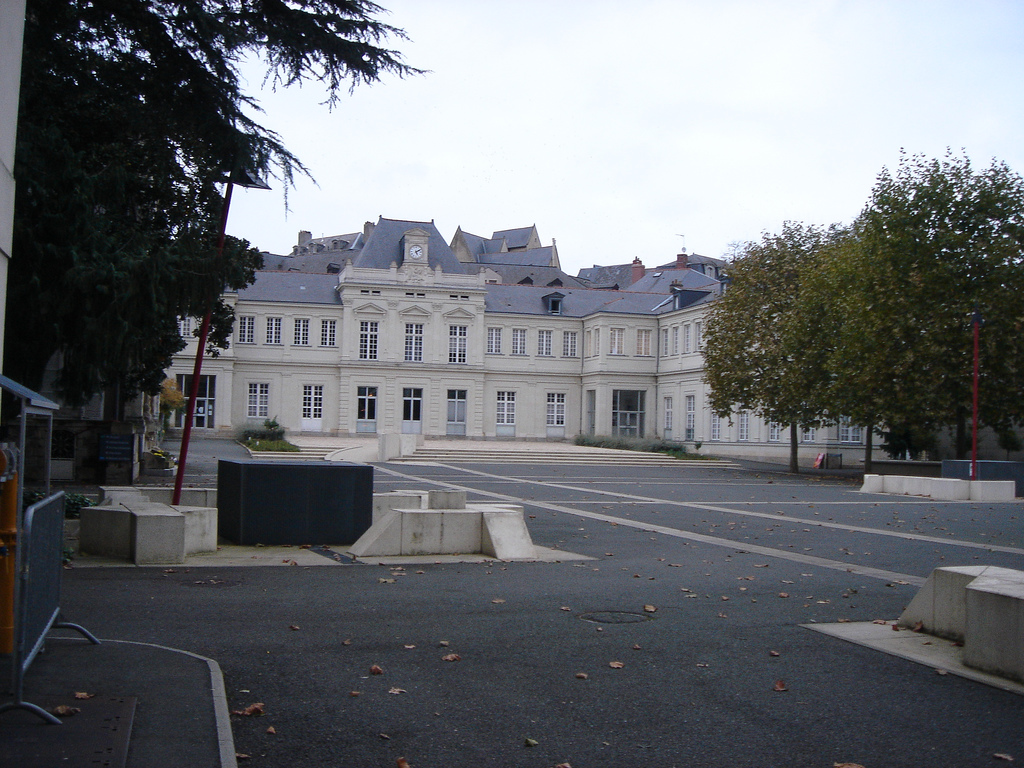
1815, campus d'Angers.
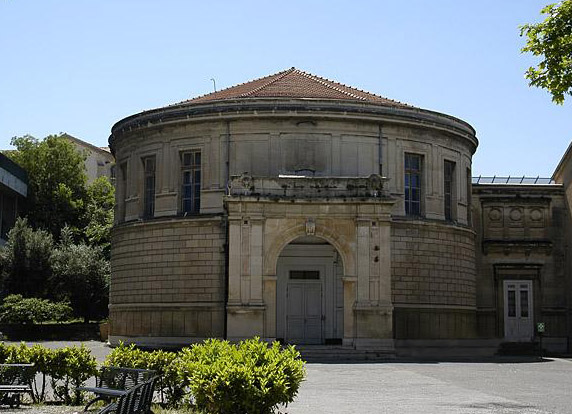
1843, campus d'Aix-en-Provence (Grand Amphi).
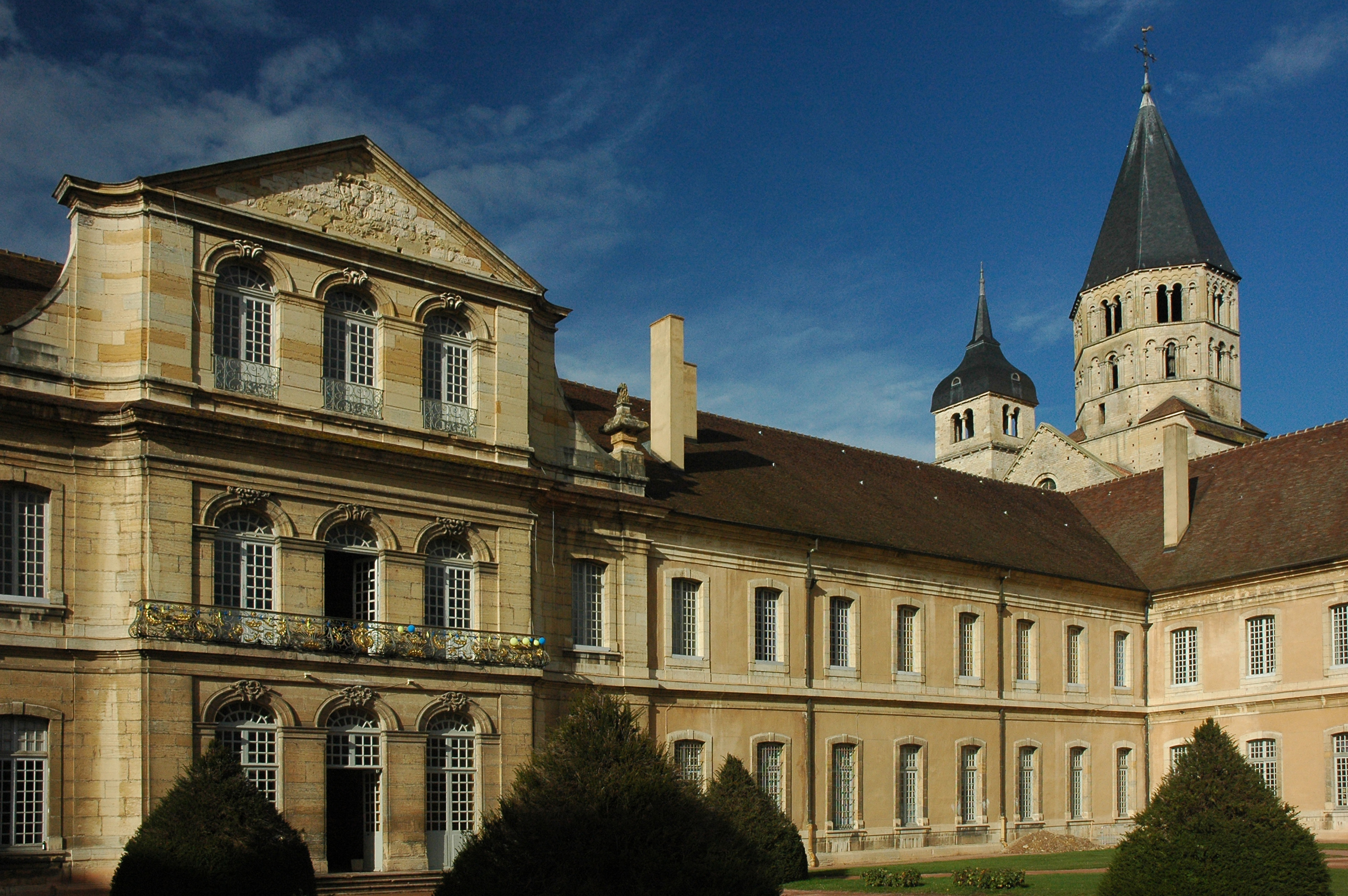
1890, campus de Cluny.
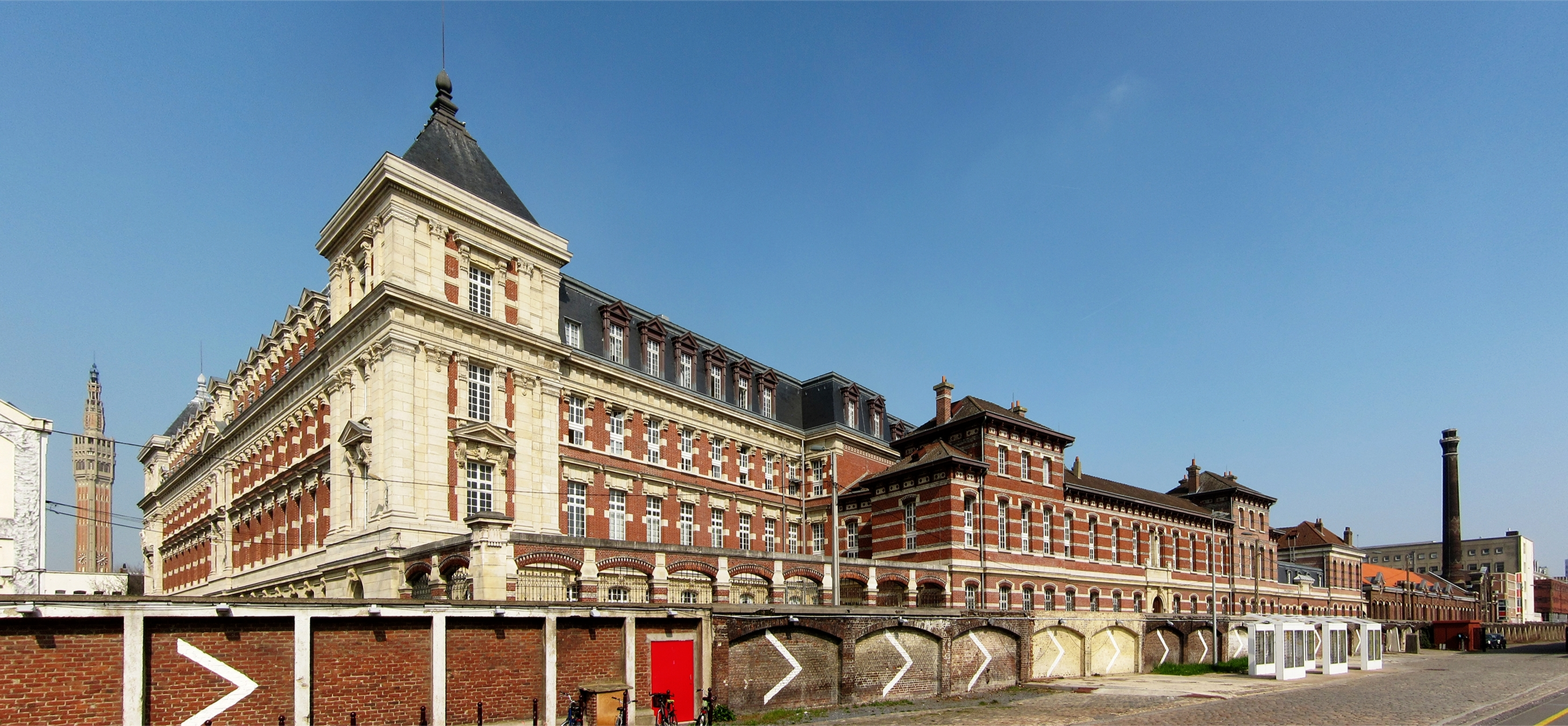
1900, campus de Lille.
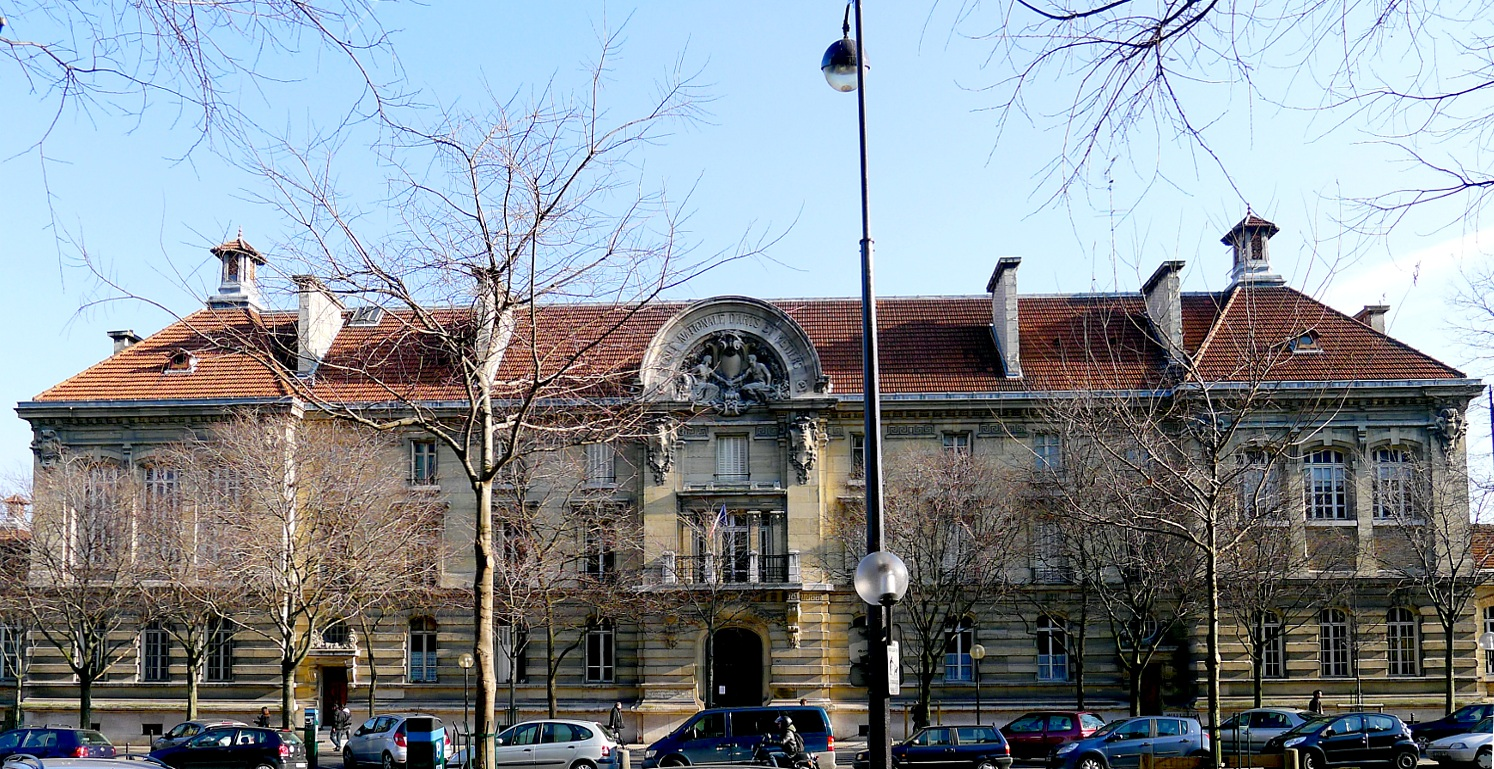
1912, campus de Paris (boulevard de l'Hôpital).
1997, campus de Metz.

## Liste de personnalités liées à Arts et Métiers ParisTech
Cette liste présente les personnalités non gadzarts liées à l'école.

### Personnalités bienfaitrices
- Duc de La Rochefoucauld-Liancourt, fondateur de la première école (ferme de la Montagne) en 1780 à Liancourt (Oise), inspecteur général des écoles (1806),
- Napoléon Bonaparte, transforme le collège du Prytanée français de Compiègne en collège des arts et métiers (7 février 1803), créateur de la deuxième école à Beaupréau (1804),
- Victor Duruy, ministre de l'Instruction publique, créateur de l'École normale spéciale de Cluny en 1861, qui deviendra l'École nationale pratique d’ouvriers et contremaîtres en 1891 puis l'École nationale d'Arts et Métiers (21 juillet 1901),
- Alexandre Millerand, ministre du Commerce, de l'Industrie, des Postes et Télégraphes, auteur d'une circulaire aux préfets (janvier 1901) conviant les élèves de l'enseignement secondaire à se présenter aux Écoles d'Arts et Métiers ;
- Gaston Doumergue, ministre de l’Industrie et du Commerce, fait promulguer la loi créant le diplôme d’ingénieur Arts et Métiers (22 octobre 1907),
- Jacques Chaban-Delmas, instigateur politique du campus de Bordeaux d'Arts et Métiers ParisTech.

### Directeurs de centres ou de l'école
- Laurent Champaney, directeur de l'école en fonction (2017),
- Xavier Aubard, directeur du campus de Bordeaux-Talence en fonction (2017)
- Louis Castex, ancien directeur de campus,
- Jean-Luc Delpeuch, directeur général adjoint de l'école en fonction (2014),
- Jean-Paul Hautier, ancien directeur de l'école,
- Jean Joseph Labâte, premier directeur de l'école de Châlons-sur-Marne (1806-1827) ;
- Emmanuel-François Molard, directeur de l'école de Beaupréau (1811-1815) puis premier directeur de l'école d'Angers (1815-1817.

## Liste de gadzarts notoires
Cette liste est triée par grand secteur d'activités, puis par ordre chronologique d'entrée dans les écoles.
- Louis Honoré Lardinois, Liancourt 1793 : considéré comme le tout premier Gadzarts, garde général des forêts de Vic-le-Comte.

### Industrie
L'industrie est le domaine d'élection de l'activité des gadzarts ; on en trouve dans tous les secteurs.

#### Agroalimentaire
- Antiq, Compiègne-Châlons 1804 : inventeur de la première machine à vapeur à broyer le chocolat ;
- Emile Bouillaut, Châlons 1852 : ingénieur en chef des travaux des locomotives aux Établissements Cail, directeur des sucreries d'Origny et d'Oisy (1872-1882) ;
- Emile Bougenot, Châlons 1853, Of.L.H. : grand industriel de l'industrie sucrière de la Martinique, administrateur et directeur de la société Cail, vice-président du jury de l'Exposition universelle de Bruxelles de 1911 ;
- Émile Cail, Châlons 1855 et Centrale 1860 : fils de l'industriel Jean-François Cail, directeur général technique de la société J.F Cail & Cie, constructeur de grandes sucreries ;
- Charles Vigreux, Châlons 1861 : médaille d'argent à l'Exposition universelle de 1889, directeur d'une des plus importantes distilleries de la région du Nord (1874-1894) ;
- Alfred Letort, Châlons, 1868 : collabore à la création de grandes sucreries et raffineries en Égypte (procédés de diffusion et d'épuration électrolytiques du sucre de canne) ;
- Roger Thirode, Cluny, 1940 : fonde la société SFEC THIRODE SA ;
- René Chervier, Châlons 1965 : directeur de production de Taittinger ;
- Pierre Deloffre, Lille 1966 : directeur général de Bonduelle ;
- François Amiot, Angers 1977 : directeur industriel de Danone France ;
- Pascale Vincent, Aix 1981 : directrice logistique et achats France et Belgique de Nestlé Waters ;
- Jean-Marc Roué, Cluny 1981 : directeur des opérations Europe de Pernod Ricard ;
- Pierre-Yves Favennec, Angers 1993 : directeur général de Diana Food ;

#### Armement
- Désiré Legat, Châlons 1853 : brevet du Gouvernement de la Défense nationale, chef du service de l'ajustage des canons en 1870 ;
- Jules Robin, Châlons 1867 : invente à l'École militaire et pyrotechnique, plus de 60 types d'obus explosifs différents, créateur de l'obus de 75 mm moderne ;
- René Guillery, Châlons 1883 : créateur et constructeur des machines de précision pour la fabrication des douilles ;
- Victor Champigneul, Angers 1874 : mise au point d'une presse mécanisée pour la production quotidienne de 225 000 balles et 60 000 obus, en 1915, coordonne la production des grandes sociétés d'armement à la demande du ministère de l'Armement ;
- Albert Oberhauser, Châlons 1890 : réussit la fabrication en série de 100 000 fusées par jour aux usines Schneider du Havre ;
- Gustave Bessière, Aix 1898 : inventeur de talent, intervient en géodésie, construction de moteurs, engins de défense nationale, photographie en relief, invente en 1914-1918, pour l'Armée française, la célèbre grenade VB dont la production journalière sera portée à 300 000 pièces à la demande du général Joffre, créateur en 1930, avec Antoine Odier (Aix, 1901) et l'amiral Louis Jauch (Aix 1898), de l'École spéciale des travaux aéronautiques ;

#### Automobile
- Simonet, Angers 1800 : directeur des établissements Clément-Bayard ;
- Louis-Guillaume Perreaux, Châlons 1836 : inventeur de la moto à vapeur ;
- Émile Delahaye, Angers 1859 : pionnier de l’automobile, fondateur de la marque mythique Delahaye, le premier à installer sur ses voitures un système de refroidissement en circuit fermé par pompe à eau ;
- Charles Trépardoux, Angers 1868 : associé-fondateur de De Dion-Bouton, constructeur du premier tricycle à vapeur (1883) avec son beau-frère Georges Bouton et y intéresse le marquis Jules-Albert de Dion ;
- Charles Brasier, Châlons 1880 : cofondateur de Richard-Brasier, voiture à châssis rigide et amortisseurs efficaces, introduction du freinage sur quatre roues ce qui permit à ses voitures de gagner de nombreuses courses notamment la coupe Gordon-Benet en 1904 et 1905 en battant Mercedes ;
- Lucien Jannin, Châlons 1882 Ch.L.H. : médaille d'argent de la Société d'encouragement pour l'industrie nationale (1903), directeur technique de Renault, modernisation de la production dans l’entre deux guerres ;
- Gratien Michaux, Châlons 1887 : collaborateur d'Armand Peugeot, chef des études automobiles, concepteur du premier moteur français pour les automobiles Peugeot, co-créateur des motocyclettes et voitures Lion-Peugeot pour la course et le tourisme, dépose 112 brevets de 1894 à 1917 ;
- Rigolade, Angers 1887 : directeur technique de Panhard & Levassor ;
- Lanson, Angers 1888 : directeur technique des Automobiles Mors ;
- Louis Delage, Angers 1890 : chef du bureau d'études des Automobiles Peugeot, fondateur de la marque de voitures de prestige Delage, vainqueur du grand prix d’Indianapolis en 1914 et champion du monde des constructeurs en 1927 ;
- Huet, Cluny 1894 : chargé de la fabrication chez les Frères Renault à Billancourt ;
- Planchon, Angers 1895 : motoriste, créateur du moteur V12 de 10,7 litres qui permit à Delage de battre le record du monde de vitesse absolue en 1914 ;
- Louis Coatalen, Cluny 1895, Of.L.H. : administrateur des usines Sunbeam-Talbot (1907), conseiller technique du roi George V pour les moteurs à essence, concepteur des célèbres moteurs Liberty équipant les camions de l'armée américaine durant la Première Guerre mondiale, président de la Société des ingénieurs de l'automobile (1953-1956) ;
- Sébastien Iglesis, Aix 1896, Supélec et Supaéro : découvre la dynamo à trois balais (1907) et le démarreur électrique avec lancement du pignon par inertie (1910) ;
- Augustin Legros, Cluny 1896 : adjoint de Louis Delage (Angers 1890) à partir de 1905 ;
- Ernest Mattern, Châlons 1897, Ch.L.H. Méd.R. : directeur de l’usine d’Audincourt (1912-1917), directeur adjoint des fabrications de Citroën (1922), directeur technique de Peugeot (1928-1944) et membre du conseil d'administration (1943), lancement des Peugeot 301, Peugeot 401, Peugeot 202, Peugeot 302 et Peugeot 402 ;
- Némorin Causan, Aix 1898 : motoriste de Delage ;
- Henri Perrot, Châlons 1899 : inventeur du freinage sur les roues avant (1908) puis du freinage intégral sur les quatre roues ;
- Maurice Sainturat, Angers 1899 : concepteur de la Hotchkiss Type AK 30 CV 6 cylindres, directeur technique de Donnot ;
- Henry Bauchet, Châlons : motoriste et constructeur automobile, premier tracteur à roues (1909) et premier tracteur à chenilles (1914), première péniche à moteur ;
- Marcel Violet, Lille : pilote et constructeur, père des cyclecars et concepteur du moteur de la moto Simca Sevitame ;

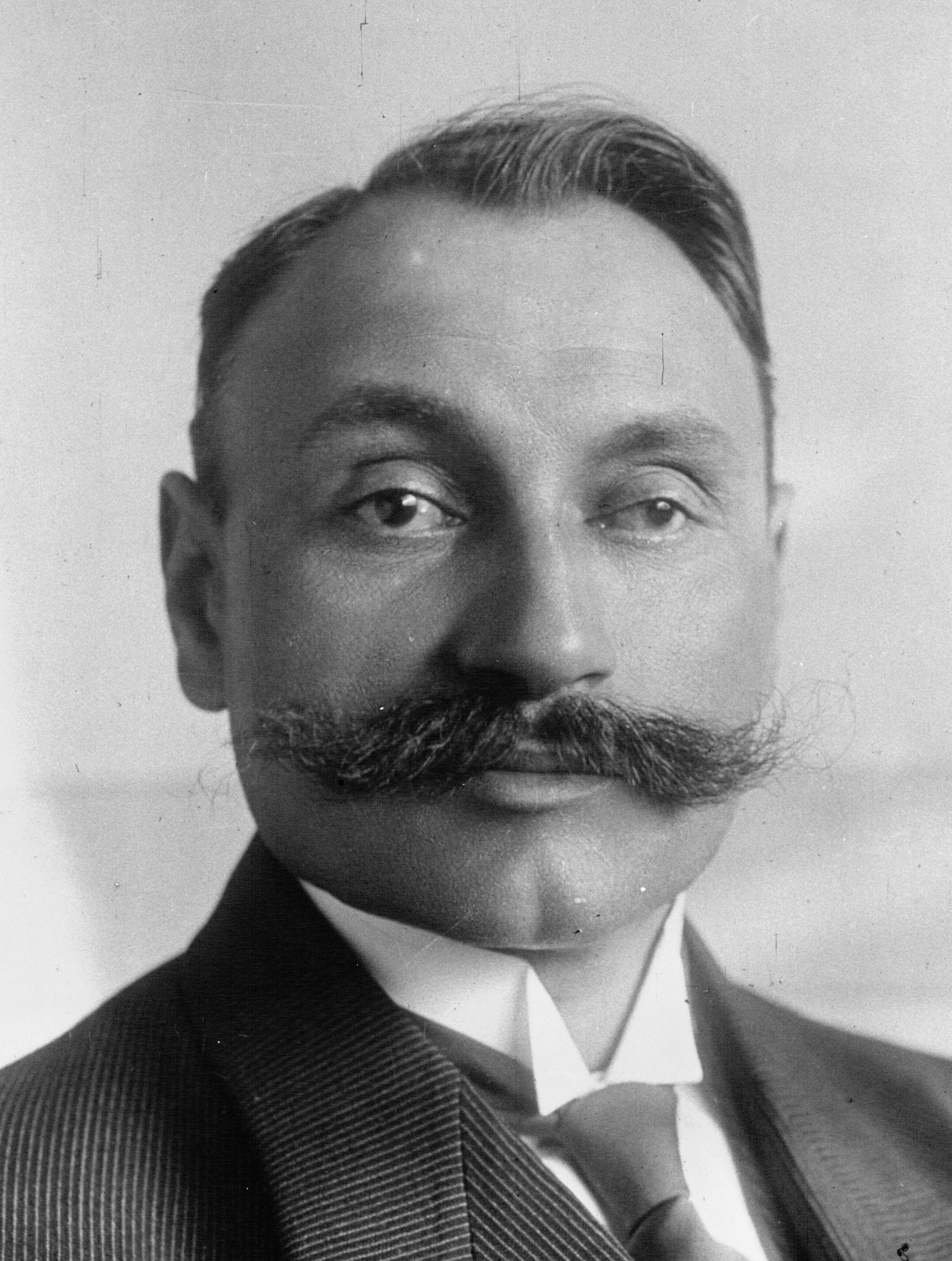
Portrait de Louis Delâge, 1914.
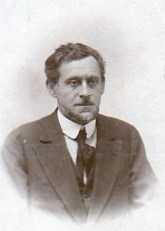
Henry Bauchet.
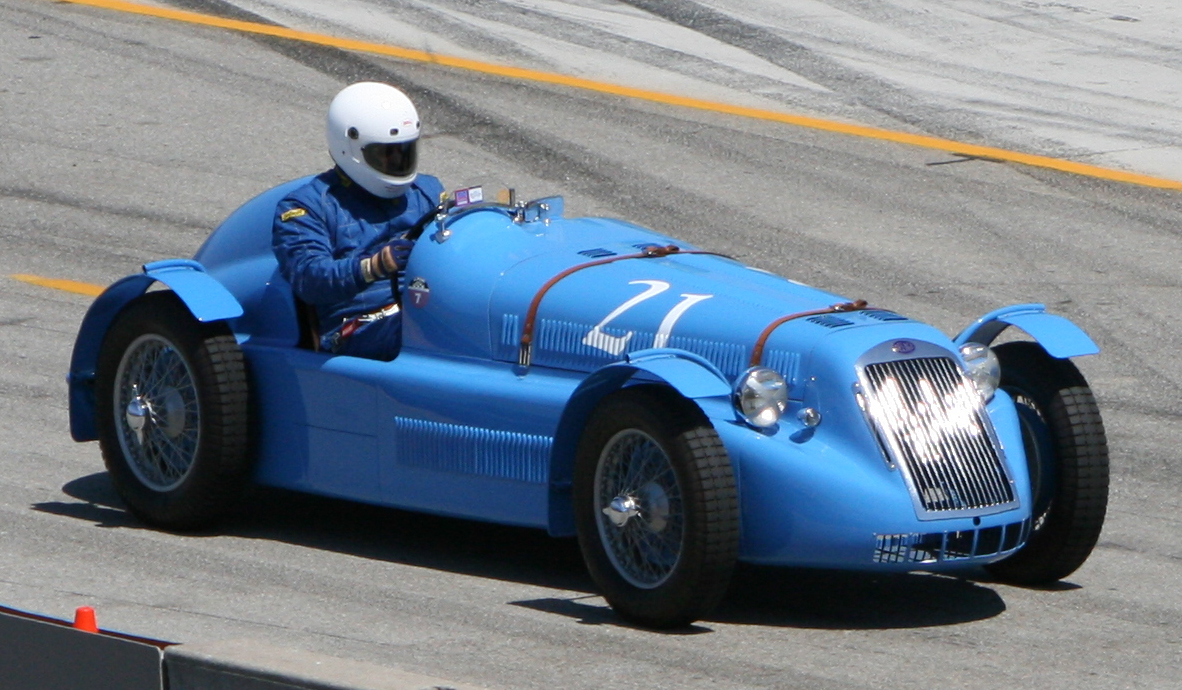
Voiture de course Delage D6.
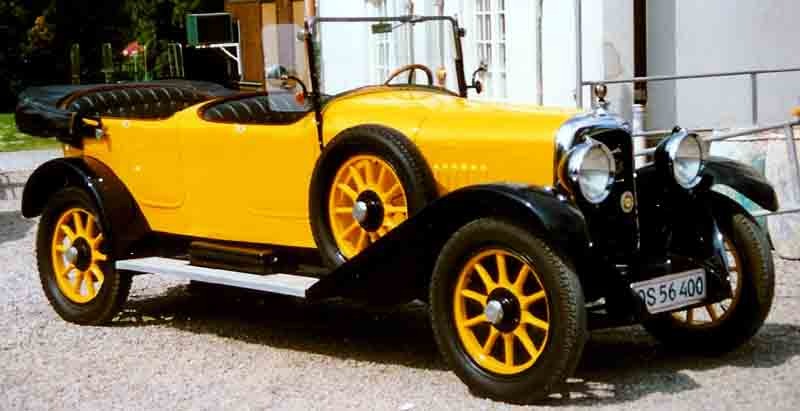
Delahaye type 87 torpédo 1925.
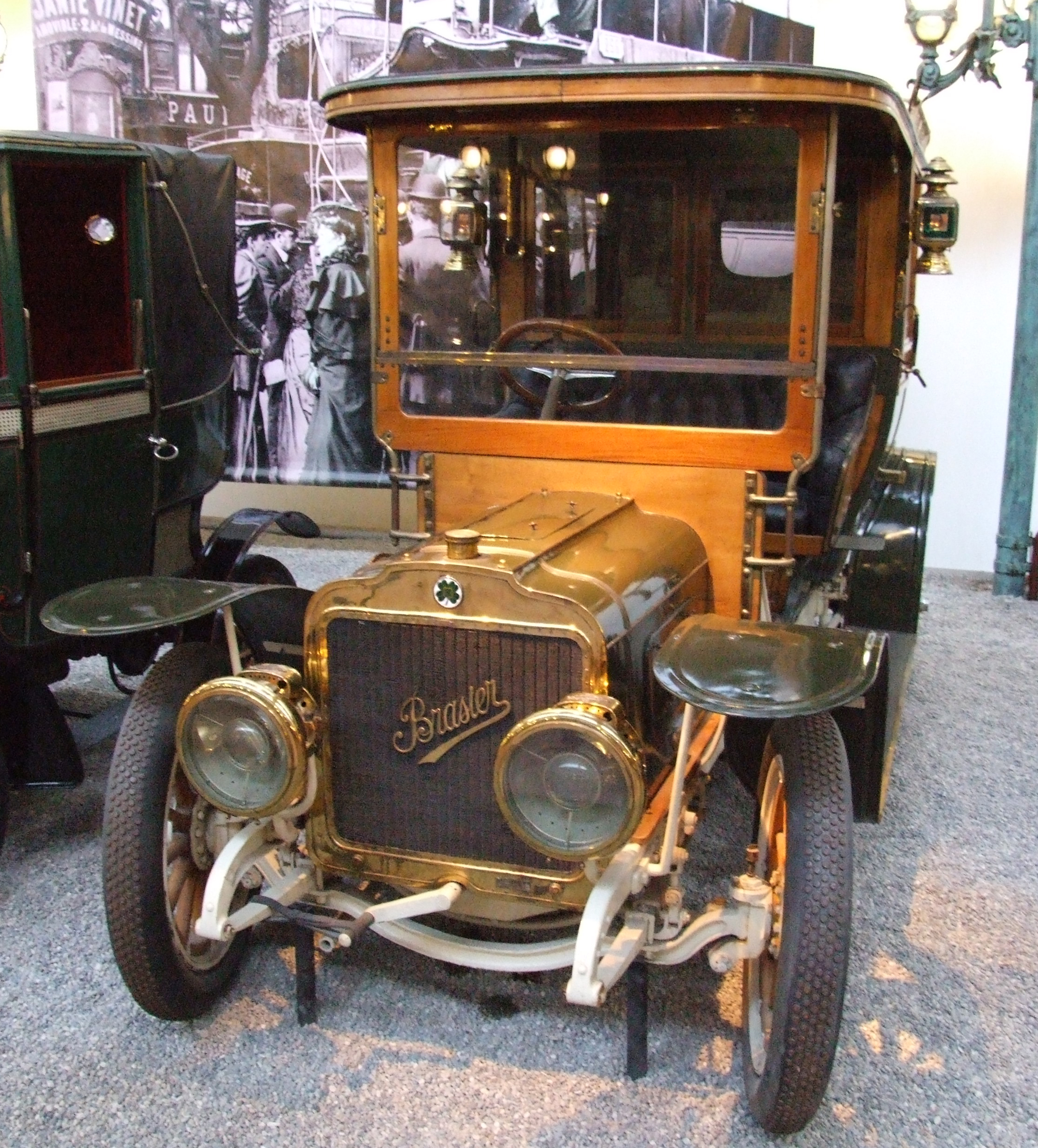
Automobile Brasier exposée au Musée National de Mulhouse.

- Louis Janoir, Châlons 1901 : pionnier de l'aviation, pilote breveté en 1911, fabrique plus de 1000 SPAD de chasse dans son usine en 1917-1918, également carrossier de Delage et Delahaye ;
- Louis Guillot, Lille 1901 Ch.L.H. : directeur des ateliers des Automobiles Mors (1912), collaborateur d'André Citroën à partir de 1919, directeur général de la société anonyme Citroën ;
- Alphonse Grillot, Châlons 1902 : directeur technique puis directeur général de Renault ;
- Lucien Gueudet, Angers 1907 : co-dirigeant du groupe Gueudet jusqu'en 1960 ;
- Albert Lory, Angers 1911 : concepteur de la Delage 1 500 cm3 qui fait de la marque le champion du monde des constructeurs en 1927 ;
- Jean Louis, Aix 1916 et Centrale 1923, Co.L.H. : participe aux accords Matignon (1936), adjoint de Louis Renault de 1940 à 1944 puis directeur général adjoint de la Régie Renault (1944-1947) ;
- Fernand Picard, Lille-Paris 1923 : directeur des études de Renault, il est à l'origine de la Renault 4CV et la Renault Dauphine, président de la Société des ingénieurs de l'automobile (1956 - 1959), président du CNISF (1970) ;
- Raymond Ravenel, Angers 1945, Co.L.H. : président de Citroën ;
- Aimé Jardon, Châlons 1946 : prix Nessim-Habif, directeur général adjoint de Renault et président par intérim à la suite du décès de Georges Besse (1986) ;
- Hubert Allera, Aix 1947 : directeur technique de Panhard et président de Ligier ;
- Maurice Avramito, Paris 1948 : directeur délégué de Renault, chargé notamment de la co-entreprise avec Chrysler ;
- Jean Krauter, Châlons 1950 : membre de l'Académie des technologies, président du Comité des applications de l'Académie des sciences (1990-1995) et président-directeur général de SG2 (1988-1995)[1] ;
- Philippe Guédon, Angers 1952 : président-directeur général de Matra Automobile, inventeur de la Renault Espace, développeur de la Blue Car de Bolloré qui deviendra Autolib ;
- Christian Cheron, Angers 1954 : président-directeur général d'Heuliez Bus ;
- Jean-Louis Silvant, Châlons 1957, Of.L.H. Ch.O.M. : vice-président du conseil de surveillance de PSA Peugeot Citroën, membre du comité exécutif de PSA Peugeot-Citroën en tant que directeur industriel ;
- Roland Vardanega, Cluny 1961, Ch.L.H. Co.O.M. : délégué à la communication de l'Académie des technologies[2], membre du directoire de PSA Peugeot Citroën en tant que directeur technique et industriel, président par intérim à la suite du départ de Christian Streiff[3] (2009) ;
- Paul Parnière, Lille 1962 : membre de l'Académie des technologies, directeur de la stratégie achats de Renault (1998) et secrétaire exécutif du directeur général adjoint chargé des opérations (1991-1998) dont Carlos Ghosn (1996-1998)[4] ;
- Pierre Gosset, Châlons 1967 : directeur qualité de PSA Peugeot Citroën et président de la Société des ingénieurs de l'automobile ;
- Jean-Marie François, Châlons 1967 : directeur général délégué d'Iveco France ;
- Marc Szulewicz, Lille 1967 : directeur général de Plastic Omnium Auto Exterior (2001-2012)[5] ;
- Pierre Lecocq, Lille 1968 : directeur général de Plastic Omnium Auto Inergy[6] (2002-2014) ;
- Bernard Millon Rousseau, Cluny 1970 : directeur de la plateforme de la Filière automobile ;
- Jean-Michel Jalinier, Angers 1971 : président de Renault Sport F1 (2012-2014), président de Renault do Brasil (2009-2012)[7] ;
- Jean-Pierre Vallaude, Angers 1971 : directeur adjoint de Renault ;
- Gérad Amiel, Lille 1972 : président-directeur général de Renault Trucks Defense ;
- Benoît Marsaud, Cluny 1973 : directeur des opérations d'Autoliv et président Europe ;
- Philippe Coëne, Lille 1975 ; directeur de la Française de mécanique ;
- Pierre Boulet, Aix 1978 : directeur général de Mecaplast ;
- Daniel Lafranche, Angers 1980 : Directeur Général Talendi (2004-2024) anciennement Bretagne Ateliers[8] ;
- Jean-François Bérard, Lille 1982 : vice-président de  Plastic Omnium Auto Inergy[9] ;
- Paul Queveau, Angers 1990 : président du directoire d'Heuliez ;
- Rémi Girardon, Cluny 1993 : directeur industriel d'OPEL, directeur de l'usine PSA Peugeot Citroën de Trnava (Slovaquie) ;
- Carla Gohin, Bordeaux 1996 : directrice de la recherche de l'innovation de PSA Peugeot Citroën, secrétaire exécutive de Carlos Tavares de 2014 à 2016 ;

#### Aviation et Aéronautique
- Alexandre Goupil, Angers 1859, Ch.L.H. : concepteur de la première hélice aérienne, dirige les premières expériences des frères Voisin ;
- Louis Verdet, Aix 1885 : motoriste, fondateur de la Société des Moteurs Le Rhône (1912), mise au point d'un moteur rotatif léger à 7 cylindres en étoile nommé Le Rhône, facile à refroidir et à grande poussée, s'associe à Louis Seguin pour fonder la Société des Moteurs Gnome et Rhône (1915) ;
- Lucien Chauvière, Angers 1891, Of.L.H. Co.O.M. : dépose le brevet d'une hélice de contreplaqué (1908) qui permet à Louis Blériot de traverser la Manche en juillet 1909, pendant la Grande Guerre, produit 100 000 hélices (1/4 de la production totale française) et introduit des modèles en métal et en aluminium ;
- Charles Cormont, Angers 1895 : constructeur de 40 dirigeables, constructeur du biplan Astra ;
- Louis Béchereau, Angers 1896, Co.L.H. Méd.A. : prix Nessim-Habif, pionnier de l'aviation surnommé « l’as des constructeurs » par Georges Guynemer, ingénieur en chef de la société SPAD, créateur des avions de chasse Spad S.VII et SPAD S.XIII, appareils de la force aérienne française et alliée lors de la Première Guerre mondiale, montures d'un certain nombre d'as célèbres, dont les Français Georges Guynemer et René Fonck ;
- Jules Legros, Châlons 1900 : production des avions Nieuport ;
- Antoine Odier, Aix 1901, Ch.L.H. : créateur du biplan Odier-Vendôme (1909), construit un hydravion bimoteur lance-torpilles à la demande de la Marine nationale (1915), fondateur en 1930 de l’École spéciale des travaux aéronautiques[10] qu'il dirigea jusqu'en 1939 ;
- Léon Lemartin, Aix- 1902 : pionnier de l'aviation, brevet Aéroclub de France n° 249, inscrit au 59e rang du martyrologe mondial de l'aviation, mise au point du moteur rotatif en étoile 50HP chez Gnome, préparateur de Morane-Saulnier, recordman du monde de vol avec passagers (1910). Le 20 août 1910, Louis Blériot lui fait signer le premier contrat connu de pilote d'essais[11] ;
- Marcel Vuillerme, Cluny 1904 : concepteur du Breguet 14 (avion d’observation utilisé durant la première guerre mondiale et produit à 5 000 exemplaires), du Breguet 19 qui traversa l'Atlantique avec escales en 1924 et du Breguet-Bidon qui accomplit la traversée directe Paris-New York ;
- Albert Mary, Lille 1905 : concepteur de l'avion de combat Nieuport (1915) capable d'atteindre une vitesse de 150 km/h et mise au point du Nieuport 28 (1917) qu'utilisèrent les Américains ;
- Eugène Mongernon, Angers 1906 : directeur technique des Avions Voisin ;
- Emile Coquelin, Lille 1907 : directeur technique chez Farman, concepteur des premiers bombardiers ;
- Georges Chemet, Châlons 1908, Med.M. : chef-pilote à l'école Louis-Paulhan (1911), ingénieur metteur au point chez Borel, adjudant-chef pilote (1916) ;
- André Herbemont, Châlons 1909, Ch.L.H. : National Inventors Hall of Fame, médaille d'or des Arts Sciences Lettres en tant que créateur de l'hélice à pas variable, directeur des Avions SPAD (1917) puis directeur technique de SPAD-Blériot, dessine de nombreux avions, dont le SPAD-Herbemont en 1918, le chasseur Spad XX qui bat en 1920 le record du monde de vitesse à 309 km/h, l'avion d'école Spad 34, le Bloch 700, met au point le premier train d'atterrissage escamotable en 1930 sur l'avion de transport Blériot III, l'empennage en V avec palonnier oscillant. Ses chasseurs seront commandés en série par les Armées de l'Air françaises et étrangères ;
- Louis Coroller, Angers 1909 et Supaéro 1913, Co.L.H. Méd.A. : figure de l'épopée aéronautique, directeur technique des aéroplanes Henry Potez, directeur général technique de Nord-Aviation, créateur d'une pléiade d'avions civils et militaires dont le Potez 25 et le bombardier bimoteur polyvalent Potez 63, l'avion d'Antoine de Saint-Exupéry en 1939 et 1940 ;
- Marcel Moine, Angers 1910 : collaborateur de Pierre-Georges Latécoère, responsable des bureaux d’études pendant plus de cinquante ans, réalisation d’appareils nouveaux, avions et hydravions, dont certains obtinrent plusieurs records du monde ;
- Marcel Goulette, Châlons 1911, Of.L.H. C.G.14-18 : vétéran de la Première Guerre mondiale (Verdun, 2e régiment du génie) puis capitaine-aviateur, le premier à poser un appareil sur l'île de La Réunion, nombreux records dans des raides aériens de 1929 à 1932 et plusieurs records du monde de vitesse ou de distance ;
- Gautier, Lille 1912 : concepteur des Dewoitine D 520 et Le Morane MS 406 ;
- Michel Vernisse, Cluny 1913, Supaero 1922 et Corps des ingénieurs de l'aéronautique, Co.L.H. C.G.14-18 Méd.A. : vétéran de la Première Guerre mondiale (Verdun) puis capitaine, création et développement de l'Arsenal de l'aéronautique en tant que directeur de la construction aéronautique militaire ;
- André Vautier, Aix 1916 : directeur technique de Sud-Aviation, un des pères de la Caravelle ;
- Marcel Môme, Cluny 1917 : fondateur de la Sagem ;
- Paul-René Gauthier, Lille-Angers 1919, Co.L.H. Méd.A. : ingénieur, chef de bureau d'études puis directeur technique des aéroplanes Morane-Saulnier ;
- Alfred Asselot, Aix 1919 et Supaéro : directeur de Sud-Aviation, développement de la Caravelle et du Concorde ;
- René Couzinet, Angers 1921 et Supaéro 1924 : constructeur du Couzinet 70 Arc-en-ciel qui piloté par Jean Mermoz réalise la première traversée de l'Atlantique sud le 16 janvier 1933 ;

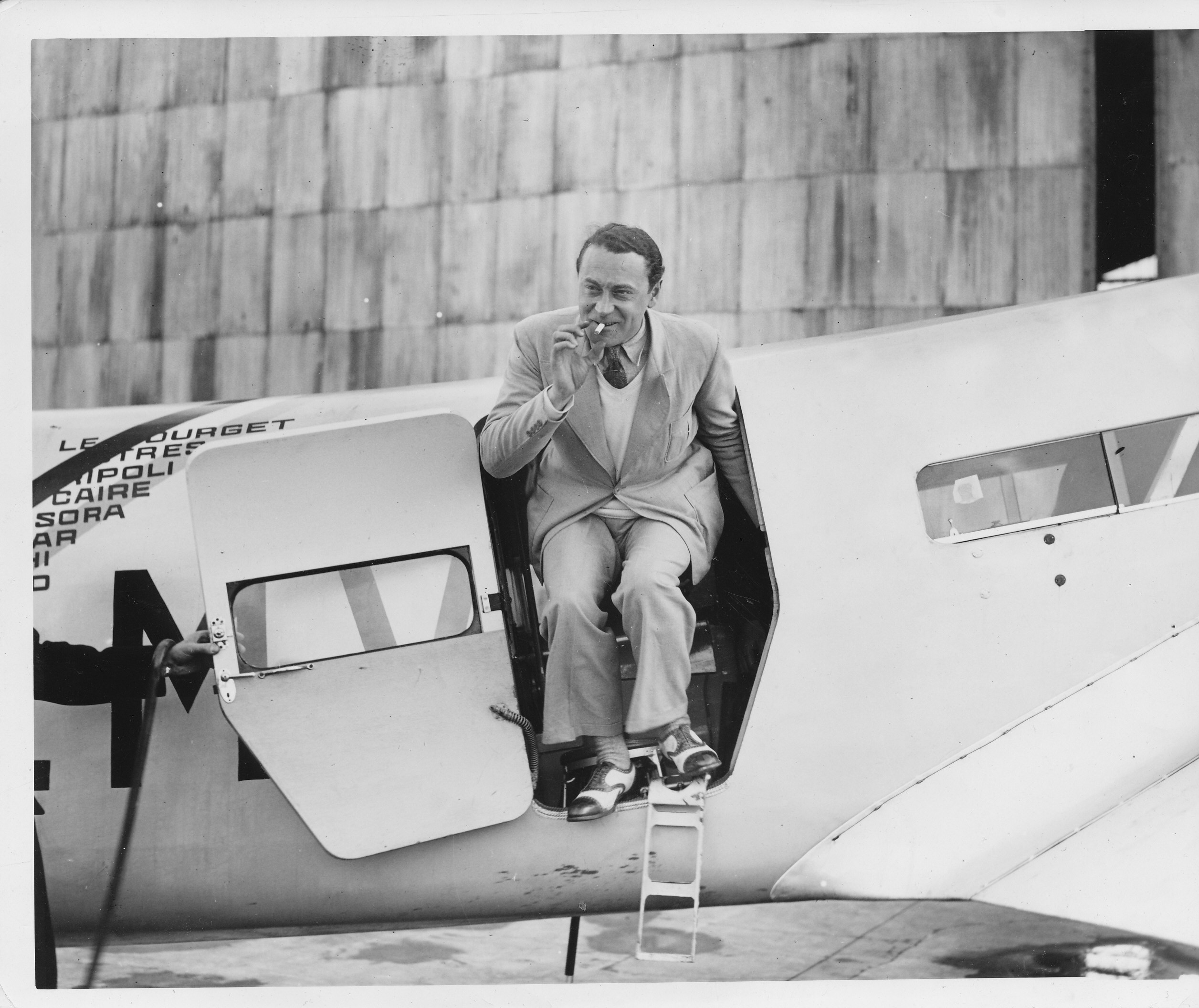
René Couzinet sortant du Biarritz en 1933.

- Pierre Nadot, Paris 1924 : pilote d'essais, premier vol de la Caravelle, directeur des essais de Sud-Aviation, également président-directeur général de Simca ;
- Michel Garnier, Châlons 1933, Co.L.H. : directeur général technique de la Snecma, détenteur de plus de 80 brevets ;
- Paul Chassagne, Angers 1940 : prix Nessim-Habif, créateur du Falcon, avion de Dassault Aviation ;
- Georges Gutman, Cluny 1943 : prix Nessim-Habif, créateur des masques à oxygène EROS pour l'aviation civile, inventeur du harnais pneumatique pour la pose rapide du masque en vol ;
- Jean Pinet, Angers 1946 et Supaéro 1952, Of.L.H. Of.O.M. Méd.A. : membre de l'Académie de l'air et de l'espace et prix Nessim-Habif, pilote de chasse et pilote d'essai sur Concorde. Il fonde l'école aéroformation qui révolutionne la formation des pilotes de ligne ;
- François Junca, Aix 1954 : président-directeur général puis président du conseil de surveillance de Latécoère ;
- Lucien Servanty : directeur technique du programme Concorde[11] ;
- Raphael Bolzan, Bordeaux 1963: directeur général adjoint de Latécoère ;
- Jacques Paccard, Châlons 1964 : président-directeur général de Sagem Défense Sécurité (Groupe Safran) de 2005 à 2006 ;
- Jean-Paul Louis, Châlons 1973 : directeur industriel du Groupe Safran ;
- Alain Charmeau, Cluny 1974 et Caltech, Ch.L.H Ch.O.M. : président d'ArianeGroup, président-directeur général d'Astrium Space Transportation (2005-2014) ;
- Jacques Breton, Bordeaux 1974 : directeur commercial d'Arianespace ;
- Pierre-Yves Reville, Châlons 1975 : vice-président d'Airbus Group depuis 2008, senior vice-président d'Air France Industries (1999-2006) ;
- Jean-Luc Meiffren Cluny 1976 : Directeur coopération internationale Safran
- Bruno Guimbal, Cluny 1977, prix Nessim-Habif, fondateur d'hélicoptères Guimbal et créateur du Cabri G2 ;
- Michel Eymard, Bordeaux 1977, Ch.L.H. : directeur des lanceurs au CNES depuis 2004, secrétaire général de la Fondation de recherche pour l'aéronautique et l'espace ;
- Eric Zanin, Bordeaux 1977 : senio vice-président d'Airbus chargé des programmes A330 ;
- Alain Sauret, Bordeaux 1978 : président-directeur général de Safran Electrical & Power (Groupe Safran) depuis 2013, président-directeur général de Messier-Bugatti-Dowty (Groupe Safran) de 2010 à 2013 ;
- Bernard Fujarski, Bordeaux 1979 : directeur des programmes H160 et Super Puma d'Airbus Helicopters ;
- Patrick Piedrafita, Bordeaux 1979, Ch.L.H. : directeur du programme A350 XWB d'Airbus, président d'Airbus Opérations ;
- Christian Cornille, Aix 1983 : vice-président exécutif industrie d'Airbus Helicopters depuis 2014, directeur général d'Aerolia (2009-2014) ;
- Bernard Jurczynski, Lille 1984 : président-directeur général d'Aerospace Embedded Solution (AES), joint-venture de Safran et MTU ;
- Benoît Defforge, Bordeaux 1984 : directeur général d'Airbus Corporate Jets depuis 2014 ;
- Jean-Jacques Orsini, Châlons 1985 : directeur performance et compétitivité du groupe Safran, directeur qualité de Snecma de 2009 à 2011 ;

#### Bâtiment et Travaux publics

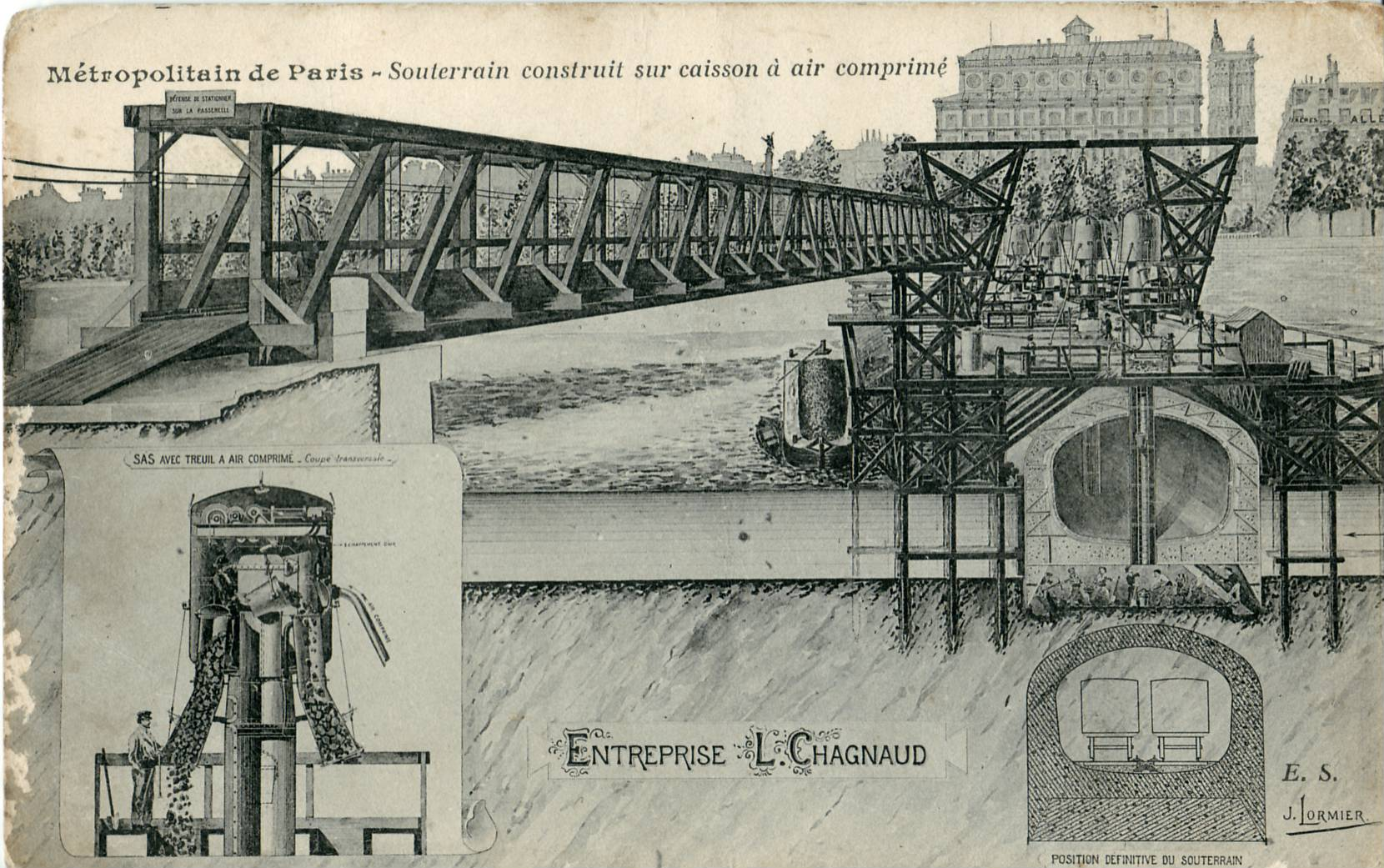
Carte postale expliquant le chantier de la traversée de la Seine par la méthode des caissons foncés par Léon Chagnaud en 1905.
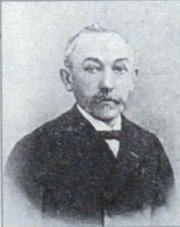
Portrait d’Alfred Mongy.
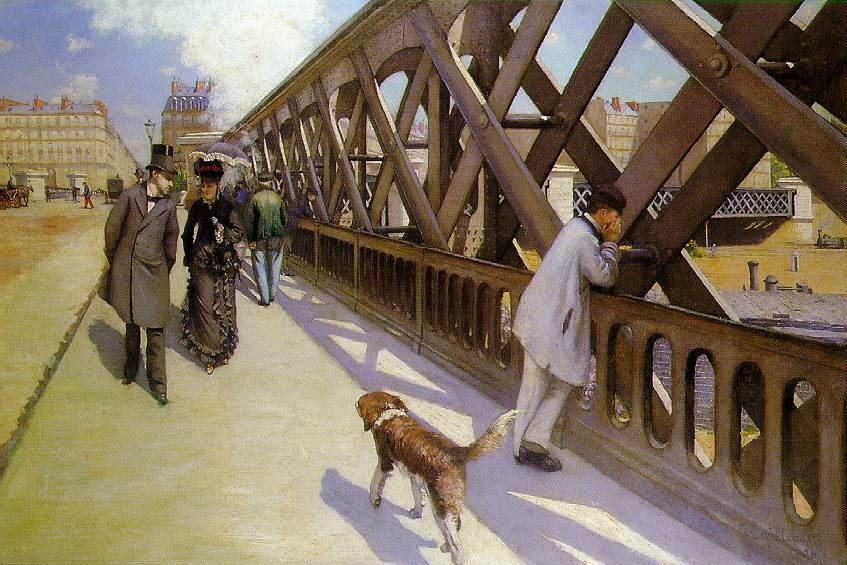
Pont de l’Europe, tableau par Gustave Caillebotte.

- Nicolas Cadiat, Châlons 1820 : constructeur de grands ponts métalliques, associé d'Alphonse Oudry (Châlons 1932), pont d'Arcole à Paris, grand pont tournant de Brest ;
- Jean-Baptiste Monnier, Châlons 1828 : réalise la première sucrerie de la Vallée du Nil en 1845, chargé par Saïd Pacha des grands travaux d'irrigation, détaché au barrage du Nil ;
- Alphonse Oudry, Châlons 1832, X 1835 et Corps des Ponts et Chaussées : constructeur de ponts métalliques ;
- Louis Gabriel Le Brun, Angers 1839, Ch.L.H. : médaille d'or à l'Exposition universelle de Paris en 1878, spécialiste des ouvrages d'arts métalliques (pont Mirabeau, viaduc ferroviaire de Cubzac) et maire de Creil (1882 à 1892) ;
- Félix Moreaux, Châlons 1843 Ch.L.H. : fondateur de l'industrie des constructions métalliques en Europe et administrateur-délégué de Fives-Lille. Il construit ainsi les viaducs de la Vézeronce, du Bellon, le pont-rail de Culoz, les ponts sur l'Alagnon, sur le Cher à Montluçon et sur l'Allier à Moulins. Parmi ses magnifiques ouvrages : le pont de l'Europe à Paris, de Zwolle en Hollande (475 m) et sur le Pô à Plaisance (580 m) ;
- François Barbarin, Angers 1844 : construction des ports de Bizerte, Tabarka ;
- Dominique Berjeaut, Aix 1844 : hydraulicien, collabore à la commission européenne (1868-1894) pour améliorer la navigation du Danube ;
- Louis Barret, Aix 1844, Ch.L.H. : mécanisation des équipements portuaires (ponts-tournants, grues, écluses) à Marseille, Le Havre, Saint-Malo, Saint-Nazaire, Cherbourg, Calais, Odessa, Saint-Pétersbourg et Constantinople ;
- Henri Diedrich, Angers 1844 : constructeur de l'usine de phosphates de Krourigba (production de 14 000 tonnes par jour) ;
- Amédée Buquet, Angers 1846 : participe aux des travaux du tunnel du Simplon, inventeur en 1860 d'un excavateur mécanique pour le percement des roches dures ;
- Ernest Fouquet, Châlons 1849 : constructeur du pont de la Trinité Troïtski most (Троицкий мост) sur la Neva à Saint-Pétersbourg en 1900, administrateur de la Société de construction des Batignolles (aujourd'hui Spie Batignolles) ;
- Alponse Pellerin, Châlons 1849 et Louis Pellerin, Angers 1875 : spécialistes des ponts, tunnels, et fondations en eau profonde, construisent des ponts et tunnels en Espagne, Autriche, Russie, au Caire sur le Nil ;
- Louis Bret, Angers 1852 : collabore en Italie à des travaux difficiles (viaducs de Cratellank, Fiaccati) ;
- Alfred Mongy, Châlons 1855 : surnommé "le Haussmann lillois", un des fondateurs de la Compagnie des tramways et voies ferrées du Nord, qui met en œuvre la construction du Grand Boulevard de Lille-Roubaix-Tourcoing ;
- Vincent Dauzats, Angers 1856 : collaborateur de Ferdinand de Lesseps, coordonne les travaux du canal de Suez, étudie avec Huerne Châlons 1835 le canal de Panama, ingénieur-conseil pour le canal de Corinthe ;
- Daydé, Châlons 1863 : constructeur du pont basculant des chantiers navals à La Seyne-sur-Mer ;
- Ernest Laigle, Châlons 1871 : aménage la ville de Mexico et réalise les agrandissements du port de Vera-Cruz ;
- Louis Viriot, Châlons 1872 : constructeur des ports de Tunis, Sousse, Sfax et du chemin de fer de Sfax à Gasfa et Métlaoui ;
- Ernest Pantz, Châlons 1873, Ch.L.H. : médaille d'or à l'Exposition internationale de Turin (1911), grand industriel de la construction métallique et maire du 12e arrondissement de Paris (1900-1905) ;
- Léon Chagnaud, Châlons 1881, Of.L.H. : grand prix de l'Exposition universelle de Paris en 1900, entrepreneur de travaux publics (la ligne 4 du métro de Paris sous la Seine en 1905, le tunnel du Rove, le barrage d’Éguzon, l’usine de Donzère-Mondragon), sénateur de la Creuse (1921-1929) ;
- Léon Ballot, Angers 1885 : constructeur des premiers grands barrages, notamment sur la Cure et de la Dordogne ;
- Simon Boussiron, Aix 1888, Co.L.H. : pionnier du béton armé, fondateur des Établissements Boussiron (aujourd'hui Bouygues), pont sur le Tarn de Montauban (1911), pont sur la Seine de La Roche-Guyon (1935) ;
- Georges-Camille Imbault, Angers 1892 : spécialiste de la construction de ponts métalliques, constructeur du Pont de Sydney (Harbour Bridge) ;
- Célestin Montcocol, Aix 1895 : spécialiste des travaux souterrains, très actif dans la construction des métros de Paris, Montréal, Mexico, Santiago du Chili et Caracas ;

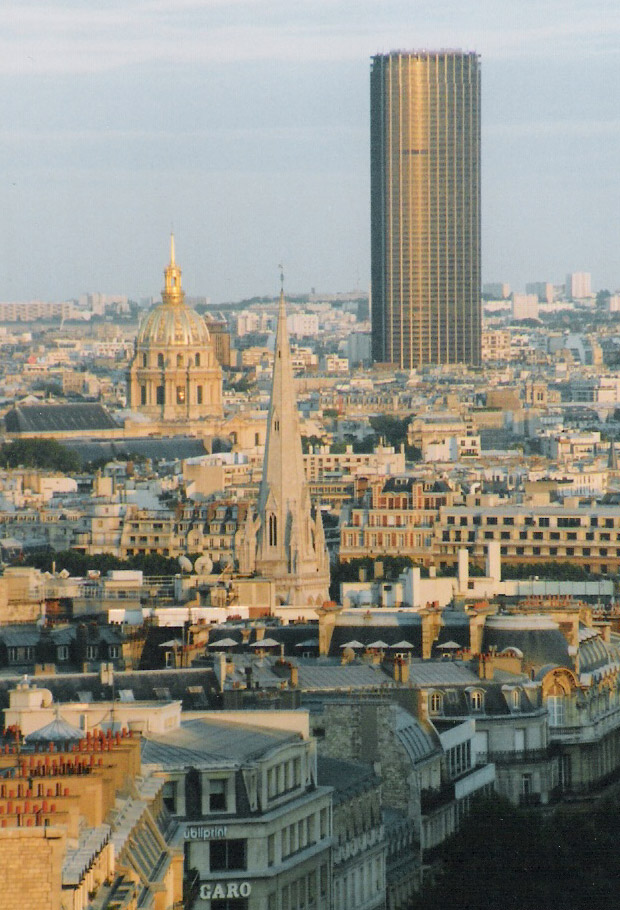
Tour Montparnasse (Jean Roret).

- Léon-Joseph Dubois, Angers 1906, Co.L.H. Méd.A. : vétéran de la Première Guerre mondiale (sous-lieutenant ingénieur dans l'aviation), lieutenant de réserve à la direction des études et fabrications d'armement lors de la Seconde Guerre mondiale, président-directeur général de la Compagnie française d'entreprise, réalisation de la sphère étanche de la centrale EDF 1 de Chinon, du radiotéléscope de Nançay, œuvre également en Turquie, en Colombie, en Équateur, au Honduras, en Indonésie, au Pakistan, en Sierra Leone et en Suisse. Il fut aussi président de la Société de construction des avions Hurel-Dubois ;
- André Bernard, Lille 1907 : fondateur avec Edme Campenon de la société Campenon-Bernard ;
- Charles Vieille, Châlons 1912 : construction du grand barrage sur le Niger à Sansanding ;
- Roland Vieillard, Châlons-Cluny 1912 : directeur général et administrateur de la Compagnie générale de construction et de travaux publics ;
- Jean Dutheil, Aix-Angers 1916 : prix Nessim-Habif, développement des techniques avancées de construction métallique, spécialiste mondial du flambement des aciers ;
- Nicolas Esquillan, Châlons 1919,Of.L.H. : prix Nessim-Habif, voûte du Palais du CNIT, pont de Tancarville, béton armé en voiles minces ;
- Jean Roret, Paris 1942, Of.L.H. Of.O.M. : membre correspondant de l'Académie des beaux-arts, membre de l'Académie des ingénieurs de la fédération de Russie, vice-président du Syndicat de la construction métallique, directeur de la Compagnie française d’entreprises métalliques (ponts de Saint-Nazaire, Nantes, Rouen, Sèvres, remise aux normes de la tour Eiffel, construction de la tour Montparnasse) ;
- René Ponticelli, Châlons 1951 : président d'honneur de Ponticelli Frères ;
- Jean Carayon, Aix 1954 : directeur général de Spie Batignolles TP ;
- Henri Marchetta, Châlons 1961 : fondateur et président-directeur général du groupe d'engins de travaux publics Mécalac ;
- Henri Bonin, CLuny 1962 : président de Freyssinet (1986) ;
- Alain Pouyat, Angers 1963 : membre de l'Académie des technologies, directeur général chargé de l'informatique et des technologies nouvelles de Bouygues (1988-2014) et administrateur (depuis 1989)[12] ;
- Michel Placidi, Aix 1963 : ingénieur d'études, participe à la construction de nombreux ouvrages d'art en béton précontraint, mise au point pour le viaduc de Meaux les âmes métalliques dites plano-tubulaires et la transformation des passages supérieurs de Beaune sur l'A6 et d'Orange sur l'A7 en ponts à haubans pour permettre l'élargissement des autoroutes au droit de ces ouvrages ;
- Jean Louis Nart, Bordeaux 1963 : président de Ponticelli Frères ;
- Gérard Le Gueu, Angers 1964 : directeur de la division charpentes métalliques d'Eiffel ;
- Jean-Pierre Marchand Arpoumé, Bordeaux 1966 : président de Freyssinet (1993-2001) puis président-directeur général de Vinci Services aéroportuaires (2001) ;
- Montagnat-Rentier, Châlons 1967 : directeur des opérations de Caterpillar France ;
- Alain Menardi, Aix 1968 : CEO Stanton Bonna UK

directeur de la division export de Bonna Sabla ;
- Patrick Mira : directeur de la division matériaux de construction de Bonna Sabla ;
- Michel-Joseph Bernard, Châlons 1970 : vice-président exécutif de Vinci Construction ;
- Marc Buonomo, Cluny 1970 : directeur de la division ouvrages d'art d'Eiffel, construction du viaduc de Millau ;
- Michel Gostoli, Aix 1972 : président d'Eiffage Construction ;
- Christian Combes, Bordeaux 1977 : directeur Afrique d'Eiffage Infrastructures ;
- Didier Bourrette, Aix 1980 : président Europe d'ITW (en) et président de Spit France ;
- Thomas Chauveau, Angers 1983 : président de Bouygues Construction Services Nucléaires ;
- Jérôme Stubler, Cluny 1983 et X 1986 : président de Vinci Construction, directeur général de Freyssinet (2009-2014) ;
- Arnaud Varanguien de Villepin, Bordeaux 1983 : directeur de la division offshore d'Eiffel (2006-2015) ;
- Thierry Méline, Bordeaux 1985 : directeur général de Colas France ;
- Rémi Pheulpin, Châlons 1986 : directeur général recherche, production, opérations de JCDecaux, président de Cyclocity-Vélib ;
- Alain Genaud, Bordeaux 1986 : vice-président adjoint de Fives Stein ;

#### Chimie et Matériaux
- Édouard Granger, Châlons 1821 : spécialiste en chimie des métaux, il invente des procédés permettant de substituer à des métaux coûteux d'autres moins chers (bronze, cuivre, étain) et développe des objets dits articles de Paris (bijouterie, bibelots) et des accessoires de théâtre (armures, épées) ;
- Pierre Jacques Dormoy, Châlons 1842 : fonderie de bronze, mais aussi chemin de fer et politique ;
- Java Mignon, Angers 1840 : président de la Société des hauts fourneaux et fonderies du Val-d'Osne ;
- Jules Mesureur, Châlons 1850 : industriel de la métallurgie, président du Conseil des prud'hommes de la Seine, président de la Chambre syndicale des entrepreneurs de plomberie, vice-président de la Chambre syndicale des métaux ;
- Camille Cavallier, Châlons 1871 : prix Nessim-Habif, père des célèbres usines de Pont-à-Mousson (aujourd'hui Saint-Gobain), qu'il dirigea pendant 26 ans ;
- Albert Bosment, Châlons 1880 : directeur général des mines et des usines de Wendel ;

- Charles-Albert Keller, Angers 1890, Co.L.H. : grand industriel de l'électricité et de la sidérurgie (carbure de calcium, aciers au chrome, fonte synthétique), fabrique quelque 120 000 tonnes de fonte pour les obus de gros calibre entre 1914 et 1918, produit 125 000 MWh via des centrales électriques pour l'alimentation de Grenoble (1938) ;
- Georges Hiverge, Angers 1881-1884 :, directeur de la fonderie de Maisons-Alfort, fondateur en 1898 de la fonderie de la Maison-Blanche à Paris.
- Pierre Bruyas, Cluny 1900 : Administrateur-Directeur de la société des Ateliers des Grosses Chaudronnerie de Terrenoire et administrateur à la Chambre syndicale des constructeurs mécaniciens, chaudronniers et fondeurs de la Loire.
- Georges Allamel, Châlons 1891 : sous-directeur des forges de Bessèges de la Compagnie des mines, fonderies et forges d'Alais (1905) puis ingénieur-conseil à Paris ;
- Louis Boudin, Aix 1891 : directeur des glaceries de Saint-Gobain (1920), inventeur du procédé de coulée continue du verre, breveté en 1926 ;
- René Paschal, Lille 1902 : directeur général des mines et des usines de Wendel ;
- Daniel Duclaux, Paris 1927 : mécanisation de la production d'aluminium, dernier propriétaire privé du château de Villevêque ;
- Maurice Boquain, Lille 1946 : directeur de la technologie d'Air liquide, créateur des colonnes de distillation des unités de séparation d'air et des unités de liquéfaction de gaz naturel ;
- Jean Trufy, Angers 1947 : membre du comité de direction de Sacilor-Sollac ;
- Yves-René Nanot, Angers 1955 : président d'Hutchinson, de Total France et de Total Refining and Marketing, président des Ciments Français (1993-2013)[13] et de Rhodia (2004-2008)[14],
- Pierre Jonard, Châlons 1958 : directeur général d'Imerys Terre Cuite ;
- Jean-Marie Nusse, Châlons 1958 : directeur général d'Exacompta Clairefontaine ;
- Patrick Ballun Châlons 1962 : président-directeur général d'Exel Industries ;
- Jean-Paul Lubin, Lille 1968 : directeur d'Eurovia Béton ;
- Pascal Queru, Châlons 1970 : directeur général adjoint de Saint-Gobain PAM[15] ;
- François Jacquemet, Cluny 1970 : président de Saint-Gobain Séva ;
- Christian Schenck, Cluny 1970 : directeur général adjoint d'Imerys (2002-2013)[16] ;
- André Pierson, Châlons 1971 : directeur industriel de Saint-Gobain Pont à Mousson ;
- Jean Pierre Markey, Lille 1971 : directeur général délégué de Arcelor Construction France ;
- Jacques Glémarec, Angers 1975 : directeur de l’ingénierie de LafargeHolcim depuis 2015, directeur de l’ingénierie de Rhodia (2008), directeur des opérations de Technip en Chine (2002) ;
- Jean-Michel Bassoul, Cluny 1975 : président de Lafarge Prestia ;
- Jean Martin, Châlons 1977 : délégué général de la Fédération de la plasturgie et des composites ;
- Philippe Christodoulou, Cluny 1977 : vice-président d'Air liquide chargé du développement[17] ;
- Philippe Lienard, Angers 1979 : directeur général de Lapeyre Industries ;
- Thierry Merlot, Cluny 1979, vice-président d'Hexcel et directeur général Europe, Asie, Afrique et Moyen-Orient ;
- Eric Holard, Lille 1981 : directeur général adjoint des Ciments Vicat[18] ;
- Didier Petetin, Châlons 1987 : directeur général délégué des Ciments Vicat chargé de la France ;
- François Pétry, Châlons 1987 : directeur général d'Holcim Granulats France ;
- Christophe Tardieu, Châlons 1990 : président-directeur général d'Air Liquide Healthcare America, vice-président d'Air Liquide Santé international (2012-2014) ;

#### Distribution
- Charles-Jacques Doras, Châlons 1938 : président-directeur général du Groupe Doras (1948-1989)[19] ;
- René Biotti, Châlons 1965 : directeur général exécutif de Cora ;
- Alain Monie, Bordeaux 1969 : directeur général d'Ingram Micro ;
- Philippe L'Hermitte, Lille 1971 : directeur général du groupe CAMIF ;
- Pascal Martin, Châlons 1977 : membre du directoire de Rexel chargé de la stratégie ;
- Franck Voisin, Angers 1990 : directeur général de Rubix ;

#### Énergie
- Léon Vigreux, Châlons 1854 et Centrale 1860, Of.L.H. : médaille d'or à l'Exposition universelle de 1878, brevet du Gouvernement de la Défense nationale (1870), hydraulicien, professeur de construction de machines à l'École centrale des arts et manufactures (1879), inspecteur régional de l'Enseignement technique (1888), élévation et distribution d'eau des villes d'Angoulême, de Bar-le-Duc, de Lille, du Mans, de Genève, de Paris (usine de Saint-Maur), collabore à de nombreux travaux sur le Nil ;
- Paul Bizet, Aix 1865, Of.L.H. : cofondateur avec Pierre Azaria la Compagnie générale d'électricité (aujourd'hui Alcatel), dont il sera directeur général ;
- Alfredo Molet, Châlons 1866 : constructeur d'une des premières usines hydroélectriques d'Argentine ;
- Joachim Estrade, Aix 1873 : créateur de la Société méridionale de transport de force (1899), réalise le transport d'électricité (20 000 volts) à grande distance entre Narbonne et Carcassonne (1901) et constructeur d'un des premiers barrages (Puyvalador) ;
- Charles Antoine Vigreux, Châlons 1876 et Centrale 1883 : ingénieur en chef des études des maisons Vollot et Badois (travaux hydrauliques) de 1883 à 1888, directeur des établissements Abel Pifre (1888-1897), fondateur de la maison Vigreux & Brillié (mécanique de précision et électricité), créateur d'appareils de levage électrique à courant continu et à courant alternatif ;
- Labour, Angers 1879 : créateur de la dynamo industrielle ;
- Auguste Baril, Angers 1895, Of.L.H. : ingénieur en chef de la Société générale des freins Lipkowski (1904-1911), directeur technique, directeur général adjoint (1926) puis directeur général honoraire et administrateur de la Société d'éclairage, chauffage et force motrice (ECFM), président de l'Association technique de l'Industrie du Gaz (1927), fondateur de l’Union internationale de l’Industrie du Gaz dont il est le président de 1934 à 1937,
- Paul-Louis Merlin, Aix 1898 : cofondateur avec Gaston Gérin (Aix, 1906) de Merlin Gerin ;

- Léon Faure, Angers : propriétaire-exploitant des mines de Zonguldak (Turquie), conseiller technique de Mustafa Kemal Atatürk, directeur de l'École des Arts et Métiers de Stamboul ;
- Gaston Gérin, Aix 1906 : cofondateur avec Paul-Louis Merlin (Aix, 1898) de Merlin Gerin ;
- René Baudry, Aix 1916 : ingénieur mécanicien chez Westinghouse, il dépose 78 brevets entre 1930 et 1969 (générateurs entraînés par des turbines) ;
- Louis Magne, Angers 1930 : vice-président de Schlumberger Ltd chargé des opérations puis directeur général de la zone Amériques (1972-1977) ;
- Jacques Kieffer, Angers 1943 : premier "chef de centrale nucléaire" EDF à Marcoule, G1, en 1957 ;
- François-Robert Landreau, Angers 1945 : créateur de la filière nucléaire gazeuse à Pierrelatte, conseiller de l'Enseignement technique ;
- Roland Génin, Châlons 1946 : vice-président de Schlumberger Ltd chargé des services pétroliers ;
- Roger Séguy, Lille 1947, Of.L.H. Of.O.M. : directeur délégué du groupe Schneider Electric, administrateur et président de la Fédération française des industries électriques et électroniques, membre du conseil économique et social régional, conseiller honoraire du commerce extérieur ;
- Henri Morin, Cluny 1952 et ESTA, Ch.L.H. : président du Centre technique des industries mécaniques (1992-2001), directeur général fluides de Gec-Alsthom (1989-1995), administrateur de la Fédération des industries mécaniques ;
- Bernard Peyraud, Cluny 1952 : directeur de la centrale nucléaire de Nogent-sur-Seine ;
- Bernard Giraud, Cluny 1957 : directeur de la centrale nucléaire du Tricastin, président du directoire de NERSA (société européenne propriétaire de la centrale de Creys-Malville) ;
- Pierre Schmitt, Angers 1960 : directeur de la centrale nucléaire de Creys-Malville ;
- Jean-François Védrinne, Cluny 1962 : directeur des centrales nucléaires de Dampierre-en-Burly et du Bugey ;
- Michel Andrieux, Bordeaux 1964 : directeur du site nucléaire du Tricastin ;
- Dominique Bellot, Châlons 1966 : directeur général de Schneider Electric Allemagne ;
- Pierre Mazabraud, Bordeaux 1966 : directeur de la division Appareillage de Legrand ;
- Guy Durand, Lille 1966 : directeur de la division Industrie de Legrand ;
- Philippe Weber : directeur de la division Protection de Legrand.
- Pierre Boucher, Aix 1967 : secrétaire général d'EDF International ;
- Yves Corre, Angers 1969 : directeur de la division Appui Industriel à la Production d'EDF ;
- Gilbert Réglier, Lille 1969 : directeur général d'Engie Cofely ;
- Jean-Louis Saltel, Aix 1970 : fondateur et président-directeur général de Saltel industries ;
- Serge Durand, Bordeaux 1971 : directeur du CEA Cadarache et président du pôle de compétitivité Capenergies ;
- Thomas Ehret, Châlons 1971 : vice-président de Technip et président de la division Offshore (2001-2003) et directeur général opérations de Coflexip (1998-2001) ;
- Daniel Pépin, Cluny 1974 : directeur délégué de la division Production et Ingénierie Hydraulique d'EDF ;
- Henri Ducré, Angers 1975 : directeur général adjoint d'Engie chargé des ressources humaines, directeur général adjoint chargé de la branche Energie France[20] ;
- André Einaudi, Aix 1975 et IAE : président-directeur général d'Ortec ;
- Jean-Paul Reich, Châlons 1977 : directeur scientifique d'Engie ;
- Joseph Sanchez, Bordeaux 1977 : directeur industriel d'EDF pour le continent américain ;
- Patrick Chantre, Bordeaux 1978 : directeur général de la Calédonienne des Eaux ;
- Jean-Pierre Moneger, Châlons 1979 : directeur général d'Engie Cofely ;
- Michel Delage, Bordeaux 1979 : vice-président technologie de Schneider Electric ;
- Alain Robic, Lille 1981 : président de Nexans Power ;
- André Gennesseaux, Bordeaux 1982 et X 1987 : fondateur et dirigeant d'Énergiestro ;
- Alain Leroy, Cluny 1982 : directeur industriel de Schneider Electric Europe ;
- Eric Naddéo, Châlons 1983 : directeur général d'Antargaz ;
- Pierre Dardenne, Lille 1984 : directeur de la division Automation d'ABB (2007-2009)[21], vice-président d'Areva T&D (2005-2007) et d'Alstom T&D (2002-2005) ;
- Christine Baze, Aix 1985 et X : création du pôle de compétitivité Cap Energies en 2005 ;
- Marc Adjiman, Lille 1986 : président-directeur général de France Transfo;
- Philippe Madiec, Angers 1987 : directeur de la stratégie de GRTgaz ;
- Sébastien Condom, Aix 1989 : directeur général grands comptes de Schneider Electric, directeur général de Thermodyn (2010-2013) ;
- Frédéric Medard, Châlons 1990 : vice président de Vallourec chargé du contrôle de gestion depuis 2013, directeur du contrôle de gestion de Danone (2006-2008) ;

#### Ferroviaire

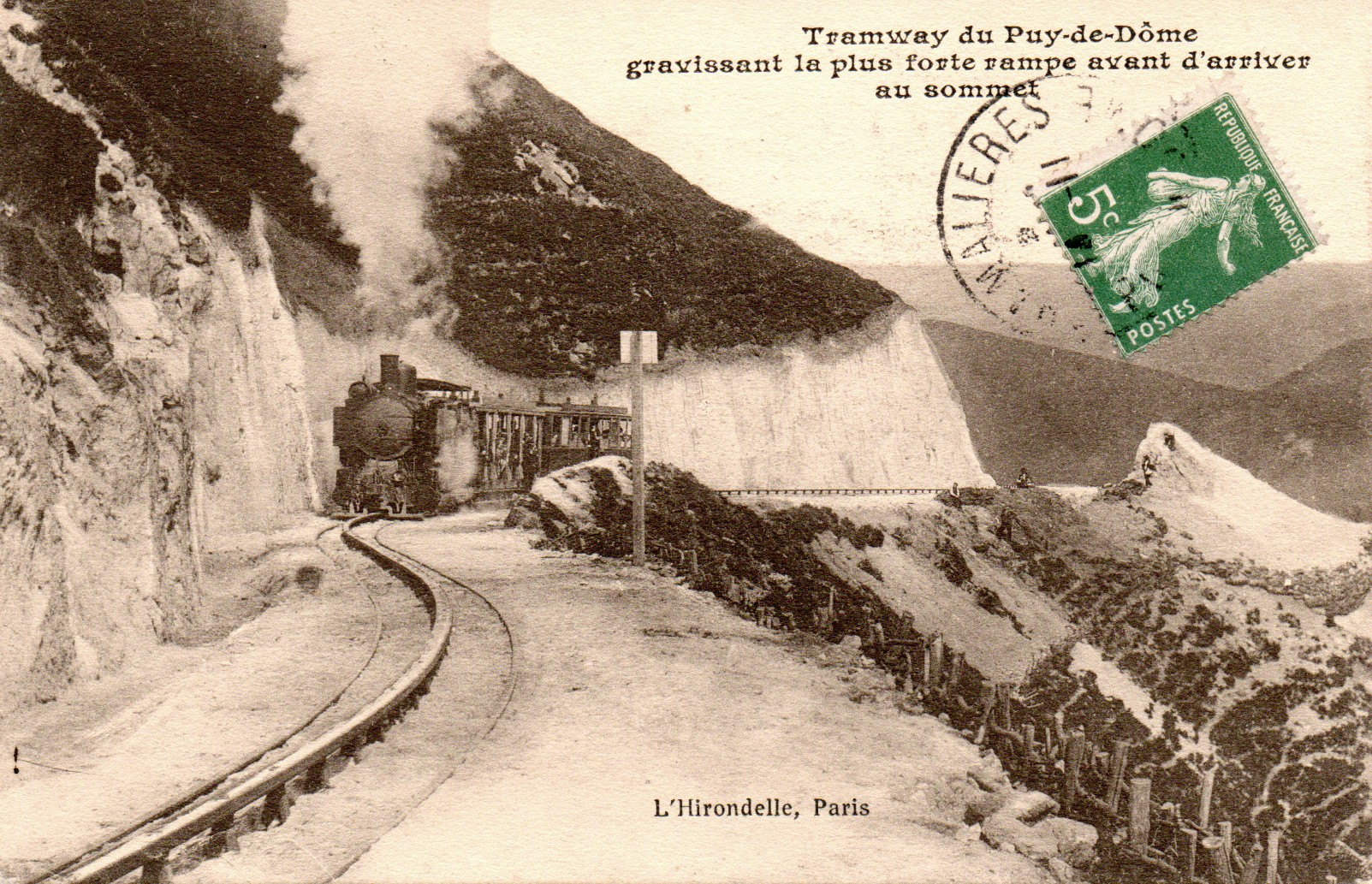
Voie métrique à rail central Hanscotte équipant le tramway du Puy de Dôme en 1910.

- Jean-Jacques Meyer, Châlons 1823 : constructeur de machines à vapeur et de locomotives, inventeur du système à détente variable qui porte son nom ;
- Alexandre Desroches, Angers 1829 : réalise d'importants travaux de chemins de fer en Russie ;
- Dufour, Châlons 1854 : inventeur de la romaine automatique et d'appareils de signalisation pour les chemins de fer ;
- Louis Martin, Châlons 1837, Ch.L.H. : conducteur des Ponts et Chaussées (1844), conception de la ligne Paris-Strasbourg, chef de district à la Compagnie des chemins de fer de l'Est, ingénieur en chef de la ligne de Vincennes (1874-1896) ;
- Edmond Roy, Angers 1837 :  étudie pour le gouvernement péruvien le tracé de chemins de fer des Andes ;
- Auguste Mesnard, Angers 1841 : médaille d'argent à l'Exposition universelle de 1878, brevet du Gouvernement de la Défense nationale, chef des études des locomotives de la société J.F Cail & Cie, étude d'un système à adhérence variable (1868) et de locomotives sans foyer (1884), un grand nombre de ces appareils sont utilisés en France, en Italie, en Espagne et en Russie ;
- Albert Delannoy, Châlons 1842 et Centrale : ingénieur en chef du matériel, de la voie et de la traction et chef d'exploitation aux chemins de fer de Paris à Sceaux, inventeur d'un système de boites à huile appliqué avec succès en France, Espagne, Italie et Suède, installe en Espagne des chemins de fer de montagnes avec le système des roues folles de la Compagnie de Sceaux passant dans les courbes de petit rayon ;
- François Michel, Châlons 1847 : avant Pullman, construit à Moscou le premier wagon-lit pour la ligne Saint-Pétersbourg-Moscou (1864) ;
- Jules-César Houel, Angers 1852, Ch.L.H. : cofondateur et administrateur-délégué de la compagnie Fives-Lille ;
- Dufour, Châlons 1854 : inventeur d’appareils de signalisation ;
- Alfred Cail, Châlons, Ch.L.H. : fils de l'industriel Jean-François Cail, directeur de la société J.F Cail & Cie (1871) ;
- Jules Hanscotte, Châlons 1876 : développement d'un système d'adhérence à roues horizontales pour les chemins de fer de montagne ;
- Raymond Garde, Paris 1939 : prix Nessim-Habif, un des pères du TGV ;
- Jean-Claude Raoul, Lille 1960 : délégué général de l'Académie des technologies depuis le 1er janvier 2011, directeur technique d'Alstom Transport (1995-1999) et directeur du projet TGV Nouvelle Génération (1990-1995)[22] ;
- Pierre-Claude Fortune, Cluny 1961 : président-directeur général d'Amec Spie Rail ;
- Alain Batier, Bordeaux 1979 : directeur du département matériel roulant bus de la RATP ;
- Stéphane Rambaud-Measson, Cluny 1982 : directeur de la division Passagers de Bombardier Transport ;
- Jean-Pierre Bertrand, Cluny 1983 : directeur général délégué de Colas Rail ;
- Alain Courau, Bordeaux 1988 : directeur industriel d'Alstom Transport ;
- Jean Rouzaud, Bordeaux 1988 : directeur délégué au réseau tramway de la RATP ;

#### Mécanique
- Jourdain, Châlons 1812 : perfectionne l'industrie du tissage ;
- Henri Flaud, Angers 1830 : nombreuses récompenses aux expositions universelles de Londres (1851) et Paris (1855), constructeur de pompes à incendie adoptées par la ville de Paris et de machines à vapeur à grandes vitesses, maire de Dinan (1860) et député (1871). Son usine fabrique obus, mitrailleuses et canons pendant la guerre de 1870-1871, ;
- Jean Meyer, Châlons 1832 : fabrication de machines pour l'industrie textile d'Alsace ;
- Cent, Châlons 1833 : membre du Comité supérieur du commerce et de l'industrie ;
- Jules Ohl, Châlons 1838 : développement de l'industrie la laine peignée ;
- Charles Catala, Châlons 1839 : créateur de la fabrication de la pâte à papier de paille ;
- Émile Lecoq, Châlons 1839 : spécialiste des machines à imprimer et à numéroter les tickets de chemins de fer, les registres, les billets de banque ;
- Auguste Albaret, Angers 1840, Of.L.H. Of.M.A. : nombreux grands prix et médailles d'or aux expositions universelles et internationales (Londres 1862, Paris 1867, 1869, 1873, Paris 1878, 1884, Anvers 1885), modernisation des machines agricoles (machines à battre, rouleaux compresseurs), créateur de la locomotive à vapeur sur roue ;
- Charles Horstmann, Châlons 1841 : directeur de plusieurs filatures (Nancy, Gisors, Haguenau), inventeur de métiers à tisser ;
- Joseph Heusse, Châlons 1842 : perfectionne les machines à imprimer ;
- Frédéric Quinson, Aix 1847 : invente une peigneuse pour les déchets de soie ;
- Nezeraux, Angers 1849 : titulaire de 94 brevets dont celui d'une machine à calculer ;
- Ignace Schabaver, Châlons 1850 : constructeur de machines et de tubines (Le Rialet) ;
- Léandre Megy, Aix 1851 : 13 médailles d'or aux Expositions universelles (Lyon 1872, Paris 1878, Paris 1889...), inventeur, mathématicien, directeur associé de Sautter Lemonnier et constructeur d'embrayages progressifs, d'appareils de levage, de ponts-roulants et de treuils avec freins automoteurs, d’ascenseurs et monte-charges, et de machines à vapeur ;
- Abel Boisseau, Angers 1856 : construit, avec Hippolyte Marinoni, les machines à imprimer rotatives ;
- Hignette, Angers 1860 : concepteur de matériel de rizeries, amidonneries, meunerie ;
- Antoine Bajac, Angers 1864 : médaille d'or à l'Exposition universelle de 1878 (Paris), inventeur de la charrue réversible dite Brabant, concepteur du premier tracteur à treuil (1909) ;
- Eugène Daguin, Châlons 1865 : machines à oblitérer ;
- Jean Combaluzier, Aix 1876 ; créateur avec Félix Roux (Aix, 1876) de l'entreprise d'ascenseurs Roux-Combaluzier (fusionné avec Schindler en 1969) ;
- Félix Roux, Aix 1876 ; créateur avec Jean Combaluzier (Aix, 1876) de l'entreprise d'ascenseurs Roux-Combaluzier (fusionné avec Schindler en 1969) ;
- Henri Lapipe, Châlons 1884 : vice président du comité d'administration du Syndicat des industries mécaniques de France (1909) ;
- Alphonse Pégard, Châlons 1885 : concepteur de machines-outils ;
- Léo Trouilhet, AM et Supélec : inventeur du fer à repasser et fondateur de la société Calor en 1917 (racheté par le groupe SEB en 1972);
- Jules Jean Puech, Aix 1889, Of.LH. C.G.14-18 : administrateur-directeur général des Etablissements Delattre et Frouard réunis ;
- Claude Gambin, Châlons 1900 : constructeur de fraiseuses ;
- Henri Bruet, Lille 1904 : créateur des tours Cazeneuve ;
- André Guinard, Cluny 1908 : fondateur de la société des Pompes Guinard (pompes rotatives à pistons) ;
- Pierre Angénieux, Cluny 1925 et Supoptique 1929 : prix Nessim-Habif, 2 Oscars, fondateur d'Angénieux (aujourd'hui Thales), constructeur d'optiques de photo et de cinéma et de caméras pour vols spatiaux (NASA) ;
- Marcel Sédille, Paris 1928 : turbines à vapeur et à gaz ;
- Georges Henriot[23], Lille 1938, Of.O.M. : cinématique des engrenages ;
- Cividino, Aix 1949 : président du conseil de surveillance de Redex ;
- Claude Ponticelli, Châlons 1951 : président du conseil de surveillance de Ponticelli Frères ;
- Alain Lucotte, Cluny 1963 : cofondateur et directeur des études de Cermex (1973-1997) ;
- Claude Pichot, Aix 1965 : président de l'Association française des ingénieurs de maintenance ;
- Marcel Giraud, Châlons 1967 : directeur général de Stäubli France ;
- Counil, Bordeaux 1968 : directeur général de Redex ;
- Gérard Roux, Cluny 1973 : président-directeur général de Koné France ;
- Philippe Choderlos de Laclos, Cluny 1974 : directeur général du CETIM ;
- Patrick Lacquement, Lille 1974 : président de Ponticelli Frères ;
- Jean Souchal, Aix 1978 : président du directoire de Poma ;
- Jean-Paul Huard, Cluny 1978 : vice-président du directoire de Poma ;
- Pascal Haond, Cluny 1979 : directeur de la division oil and gas de Vallourec ;
- Jean-Claude Guilleux, Angers 1980 : directeur général de Rabourdin Industrie ;
- Pascal Vieugué, Châlons 1982 : directeur général adjoint de Redex ;
- Jean-Luc Laval, Châlons 1988 : directeur marketing de Fives ;

#### Mode et Luxe
- Charles Martin, alias Jacques Esterel, Cluny 1935 : un grand nom de la haute-couture française ;
- Daniel Guillermin, Aix 1973, Ch.P.A. : président-directeur général de Shiseido International France[24] et vice-président de la Cosmetic Valley ;

#### Naval
- Hippolyte Petin, Châlons 1828 : fondateur de la Compagnie des Hauts Fourneaux, Forges et Aciéries de la Marine ;
- Claude Goubet, Angers 1843 : inspecteur à la Compagnie des chemins de fer d'Orléans, inventeur du premier sous-marin opérationnel Goubet I dont il fit la démonstration à Cherbourg en 1891. En 1899, il présenta le Goubet II à Toulon ;
- Charles Marzari, Châlons 1861 et Albert Dufont, Châlons 1865 : constructeurs des tourelles de marine ;
- Albert Dupont, Châlons 1885 : construction des tourelles à 4 canons du croiseur cuirassé Dunkerque ;
- Jules Tessier, Angers 1887 : concepteur des bâtiments de guerre, Gerfaut, Terrible, records mondiaux de vitesse (45 nœuds);
- Maurice Lebrun, Châlons 1899 : membre de l'Académie de Marine (1946), introduit le soudage à l'arc avec électrodes enrobées (1913), conçoit et réalise le premier bateau de mer entièrement soudé (1920) aux chantiers navals de Caen, président de la Société française des ingénieurs soudeurs (1947) ;
- Jean Fieux, Cluny 1902, Co.L.H. : prix Nessim-Habif et prix de la Marine de l'Académie des sciences, créateur d'un horizon artificiel orienté pour croiseur, d'un amortisseur de roulis, et de toute une famille de repères gyroscopiques adaptés à la stabilisation des télémètres et des projecteurs, créateur les freins d'appontage pour avions ;
- Paul Maerten, 1915: capitaine de vaisseau, major de sa promotion école navale, commandant de la flotte à la Bataille de Diégo-Suarez;
- Alfred Lafont, Aix, 1919 : membre de l'Académie de Marine, directeur de la construction navale aux Chantiers de l'Atlantique, il construit le France avec Jean-Paul Ricard (Aix 1919) ;
- Jean-Paul Ricard, Aix 1919 : professeur à l'École supérieure du génie maritime (aujourd'hui ENSTA ParisTech) et directeur général technique de la Compagnie générale transatlantique, conçoit de grands paquebots : Ville de Marseille, Ville de Tunis, Flandres, Antilles, Napoléon ;
- Henri Germain Delauze, Aix 1946 : membre de l'Académie des technologies[25] et prix Nessim-Habif, plongée en mer à très grande profondeur, membre de l'équipe du commandant Cousteau de 1952 à 1955, fondateur de la Comex en 1961 (exploitation du pétrole offshore), le premier à descendre à 335 m en saturation (1968). En 2003, il parvient à retrouver la trace du Lightning P38 à bord duquel a disparu Antoine de Saint-Exupéry en 1944 ;

#### Numérique
- Fernand Gohorel, Lille 1913 et Supélec 1918 : directeur technique (1937), directeur général (1940) puis président-directeur général (1953) de la Compagnie française Thomson-Houston, inventeur du système Pentaconta, président du Syndicat des industries téléphoniques et télégraphiques (1948-1954) ;
- Raymond Pailloux, Châlons 1927 : directeur technique (1945) puis directeur général adjoint (1960) d'IBM France, développement de la technique des circuits intégrés ;
- Noël Clavelloux, Cluny 1953 et Supélec 1959 : directeur de la branche Systèmes de missiles de Thomson-CSF (aujourd'hui Thales) et président d'honneur du CNISF[26],[27] ;
- Daniel Rapenne, Châlons 1956 et Supélec : directeur général de Thomson-CSF (aujourd'hui Thales)[28] ;
- Jean Lavigne, Cluny 1958 et Supélec, Ch.L.H. : vice-président de Motorola Inc (1993-2002) et président-directeur général de Motorola SA et de Motorola Semiconductor SA (aujourd'hui Freescale)[29] ;
- Michel Neuve-Eglise, Lille 1961 : membre de l'Académie des technologies[30] et président-directeur général de Matra Datavision ;
- Hervé Gallaire, Lille 1962 : membre de l'Académie des technologies, conseiller scientifique de la direction générale de l'Inria (2008-2009), senior vice-président chargé de la technologie de Xerox (2001-2006) et vice-président R&D de Bull (1989-1991)[31] ;
- Charles Dehelly, Châlons 1970, Ch.L.H. Ch.O.M. : directeur général d'Atos Origin depuis 2008, directeur général de Thomson (2002-2005)[32] ;
- Philippe Delahaye, Lille 1970 : président de Toshiba France ;
- Henri Crohas, Bordeaux 1970 : fondateur et président-directeur général d'Archos ;
- Jean-Paul Jainsky, Lille 1971 : président-directeur général de Sagem Sécurité (Groupe Safran) de 2007 à 2013[33] ;
- Éric Benhamou, Aix 1972 et Stanford : membre de l'Académie des technologies[34], prix Nessim-Habif et médaille d'honneur d'Ellis Island,président-directeur général de 3Com et Palm (1990-2000), conseiller de Bill Clinton pour les technologies de l'information, membre du comité de direction de RealNetworks et président de la fondation American Friends of Arts et Métiers ;
- Alain Cuq, Bordeaux 1972 : président-directeur général de Viamichelin ;
- Georges Penalver, Aix 1974 et Telecom, Ch.O.M. : vice-président exécutif de STMicroelectronics chargé de la stratégie, membre du comité de direction d'Orange chargé du marketing stratégique (2005-2011), directeur général délégué de Sagemcom (Groupe Safran) de 2001 à 2005[35] ;
- Patrick Sevian, Châlons 1978, Ch.O.M. : président de Sagemcom depuis 2007 ;
- Mikaël Benair, Cluny 1978 : directeur général de la division Moyennes et Grandes Entreprises de Sage ;
- Jean-Marc Chéry, Angers 1981 : président de STMicroelectronics ;
- Éric Didier, Châlons 1983 : directeur des opérations de Viadeo (2006-2008) ;
- Bertrand Sicot, Lille 1984 : directeur général de Solidworks ;
- Yannick Simon, Aix 1989 : directeur général adjoint de Rue du Commerce ;
- Jonathan Benassaya, Aix 2000 : cofondateur de Deezer[36] ;

- Ronan Ansquer, Cluny 1981 : Directeur des Opérations Informatiques Monde du numéro 1 mondial de la carte à puce et solutions de sécurité Gemplus ;

#### Santé
- Malignon, Compiègne-Châlons 1802 : directeur de l'hospice du Midi ;
- Paupert , Compiègne-Châlons 1804 : directeur de l'hôpital Saint-Louis ;
- Talle, Châlons 1809 : directeur de l'hospice des Ménages;
- Partout, Châlons 1812 : directeur de l'hôpital de la Salpêtrière ;
- Hannosset, Châlons 1817 : directeur de l'hôpital Beaujon ;
- Bernard Maitenaz, Paris 1943 et Supotique 1947, Of.L.H. Co.O.M : membre de l'Académie des technologies et prix Nessim-Habif, inventeur du verre progressif Varilux (1959), président-directeur général d'Essilor International (1980-1991) et président d'honneur depuis 1992, professeur à l'École supérieure d'optique (1957-1976)[37] ;
- Jean-François Dehecq, Lille, 1958, Go.L.H. Co.O.M. Co.P.A. Of.M.A. : vice-président de la Conférence Nationale de l'Industrie, président du comité d'orientation stratégique du Fonds stratégique d'investissement, cofondateur et président d'honneur du groupe pharmaceutique Sanofi ;
- Wafa Skalli, Aix 1977 : prix Nessim-Habif, professeur et directrice du Laboratoire de biomécanique d'Arts et Métiers ParisTech, co-développeuse avec Georges Charpak du système d'imagerie médicale EOS ;
- Rodolphe Labal, Lille 1992 : directeur général d'Eurofins Scientific ;

#### Services
- Antonin Dougerolle, Cluny 1914 : administrateur de la Compagnie des Agents de Change de Lyon (1947-1954), membre de la chambre de commerce de Lyon ;
- Hubert Martigny, Angers 1959 : cofondateur d'Altran Technologies[38] et propriétaire des pianos Pleyel et de la Salle Pleyel[39] ;
- Bernard Blanc, Aix 1978 : directeur du développement des activités nucléaires d'Assystem ;
- Gérard Brescon, Bordeaux 1978 : vice-président exécutif d'Assystem chargé des ressources humaines[40] ;
- Alain Roumilhac, Bordeaux 1980 : président de Manpower France ;
- Marc Pavagneau, Angers 1981 : psychanalyste spécialisé en psychosociologie industrielle ;
- Stéphane Lapujoulade, Lille 1982 : directeur innovation et développement de Transdev ;
- Xavier Wartelle, Lille 192 : directeur du French Tech Hub ;
- Hubert Blay de Malherbe, Châlons 1984 : fondateur de Malherbe Design, dessine l'architecture des boutiques Dior Parfums (2002) ;
- Gilles Bonnenfant, Aix 1984 : cofondateur et président d'Eurogroup Consulting[41] et président du think tank L'Observatoire Eurogroup Consulting depuis 2017, conseiller au commerce extérieur des Hauts-de-Seine, président de la Commission nationale d'attractivité de la France[42] ;
- Eric Grumblatt, Aix 1987 : vice-président exécutif de Capgemini Consulting ;
- Fabrice Lacombe, Châlons 1989 : président de Michael Page Europe[43] ;
- Sébastien Breteau, Bordeaux 1992 : créateur d'Asia Inspection et lauréat du Prix PME Chine 2006 de la CCIFC ;
- Mickaël Compagnon, Angers 1994 : président de la Chambre de commerce franco-slovaque ;
- Gérald Murat, Bordeaux 2001 : vice-président exécutif excellence opérationnelle de Capgemini Consulting ;

#### Sports et Loisirs
- Pierre Josserand, Cluny 1960 : cofondateur de la station de Val Thorens, résident directeur général de la SETAM ;
- Alain Croses, Cluny 1961 : créateur de la société Skirail, créateur et directeur général de Doppelmayr France (anciennement Études des Transports) ;
- Jean Bourcet, Cluny 1975 : président-directeur général de la SETAM ;
- Jean-François Piard, Cluny 1975 : directeur d'exploitation de la SETAM ;
- Joel Tiphonnet, Bordeaux 1979 : président de la région Asie Pacifique du Club Méditerranée ;
- Jérôme Grellet, Cluny 1986 : directeur général de la SETAM ;
- Laurent Fillion, Cluny 1987 : directeur d'exploitation de la Société des 3 vallées ;
- Olivier Vezinhet, Cluny 1989 : directeur technique de la Compagnie du Mont-Blanc;

#### Transport et logistique
- Denis Igert, Châlons 1988 : directeur général de Gefco Suisse ;
- Cyrille Bonjean, Aix 1991 : directeur général de DB Schenker France ;
- Jean-Alexandre Manchès, Cluny 2001 : directeur général de BMV ;

### Sciences

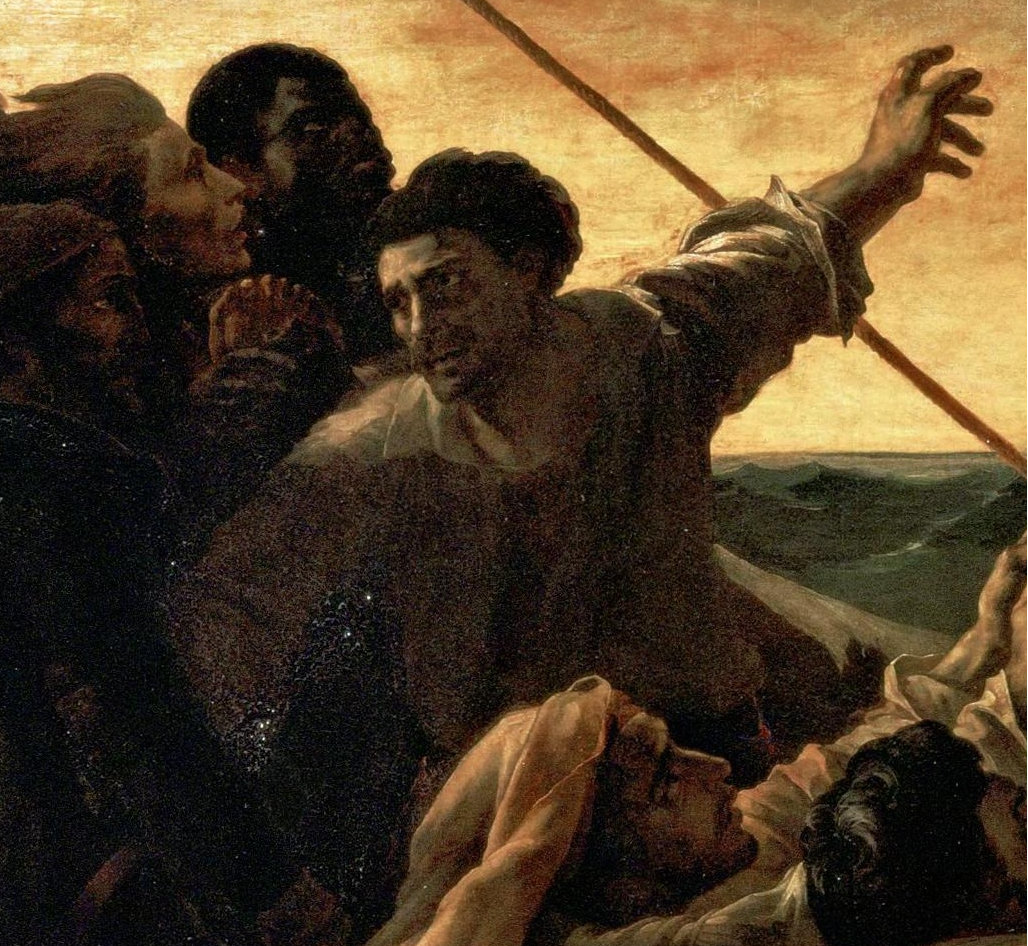
Alexandre Corréard, détail du Radeau de la Méduse de Géricault.
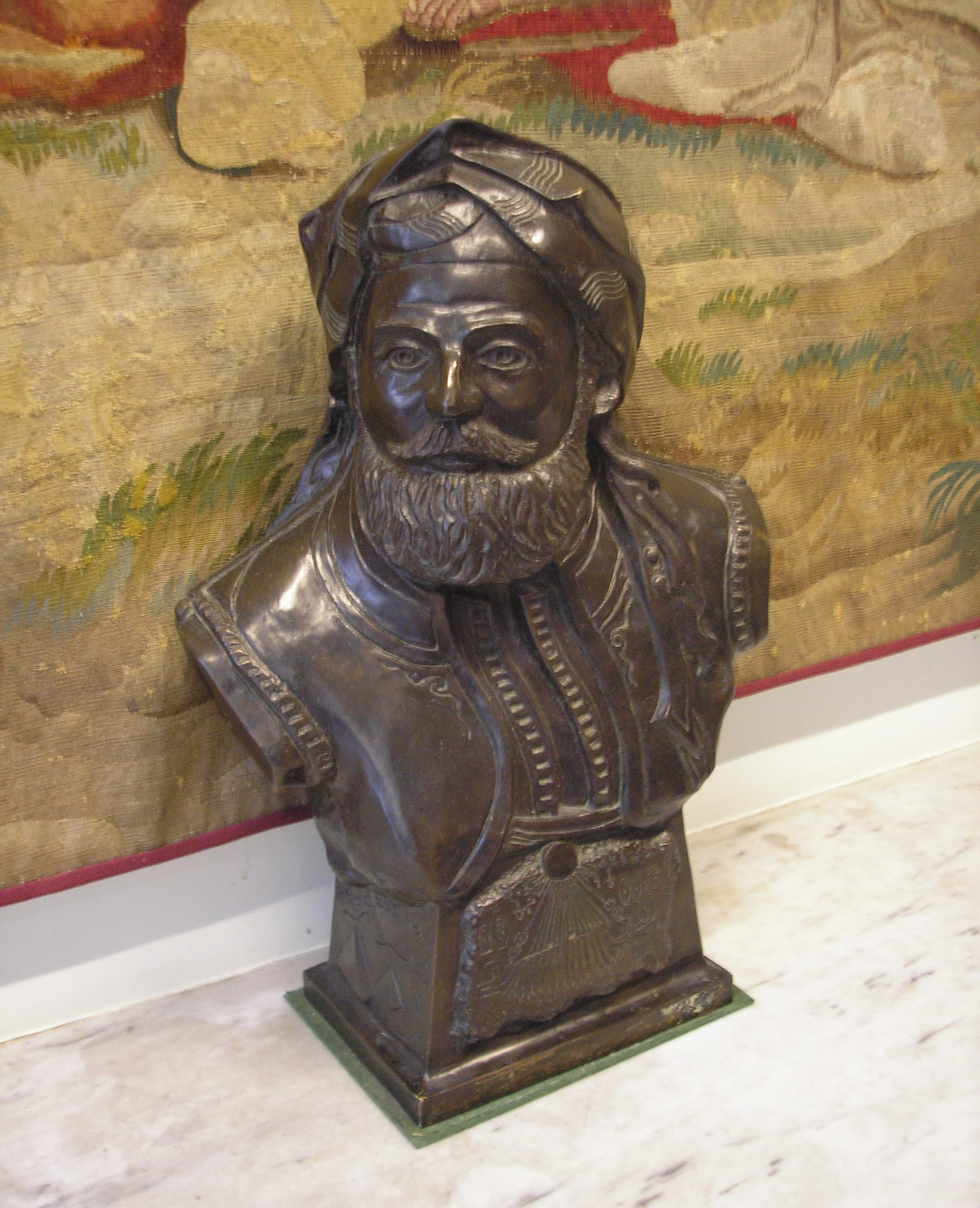
Buste d'Emile Prisse d'Avesnes, conservé par la SOCE.

#### Mathématiques
- Louis Bergeron, Aix 1892, Of.L.H : prix Montyon de l'Académie des sciences, docteur honoris causa de l'université de Lausanne, hydraulicien, nombreux travaux et ouvrages sur les pompes ;
- Pierre Bézier, Paris 1927 et Supélec 1931, Ch.L.H. C.G.39-45 : prix Nessim-Habif, docteur honoris causa de l'université technique de Berlin (1987), directeur des méthodes mécaniques de la Régie Renault (1952), professeur honoraire du Conservatoire national des arts et métiers, créateur des machines de production pour grandes séries (1945) et des courbes et surfaces de Bézier (fondement de la conception et fabrication assistées par ordinateur) ;
- Séverin Casacci, Aix 1941, Of.O.M. : prix Nessim-Habif et prix Oppenheim de la Société d'Encouragement pour l'Industrie Nationale (1981), directeur général adjoint de Neyrpic, professeur de mécanique à l'Institut de Mathématique Appliquée de Grenoble, méthodes de calculs des grosses turbines hydrauliques pour plusieurs grands barrages du monde (Brésil, États-Unis) ;

#### Physique

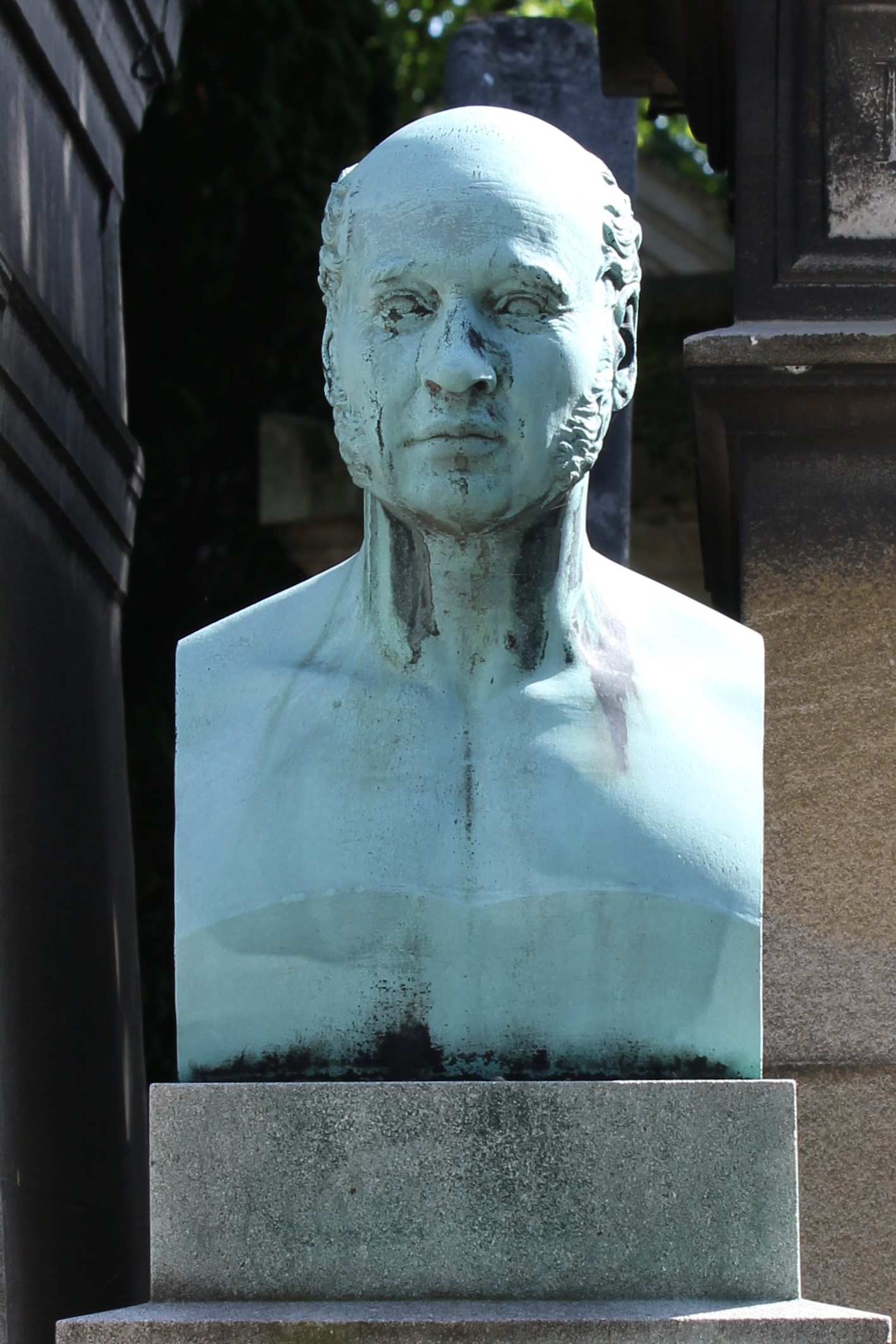
Buste d'Henri Gambey au cimetière du Père-Lachaise.

- Henri Gambey, Compiègne 1800 : membre de l'Académie des sciences et de l'Académie royale des sciences de Suède, 2 médailles d'or à l'Exposition universelle (1819 et 1823), médaille d'or de première classe de la Société d'encouragement pour l'industrie nationale, inventeur, mécanicien, physicien, concepteur d'instruments de mesure de précision (boussole d'inclinaison, boussole de déclinaison, cercle répétiteur, cathétomètre, théodolite) ;
- Jacques Armengaud, Châlons 1825, Ch.L.H. : médaille d'or de l'Académie des sciences (1878), médailles de bronze et d'argent aux Expositions universelles de 1839, 1844 et 1849, médaille de platine de la Société d'encouragement pour l'industrie nationale (1857), professeur de dessin industriel au Conservatoire national des arts et métiers, fondateur avec son frère Charles (Châlons 1828) du premier cabinet de conseil en propriété industrielle de France (Armengaud Frères) ;
- Nicolas Raffard, Angers 1841 : médaille d'or à l'Exposition universelle de 1889, inventeur fécond, virtuose de la cinématique, surnommé « le premier ingénieur mécanicien de France ». Parmi la centaine de brevets qu'il dépose, on trouve des machines-outils, des prototypes de locomotives, des moteurs et appareillages électriques. Quinze de ses moteurs faisait partie de la collection du Conservatoire des Arts et Métiers. Ses plus grandes inventions furent un système de tramway électrique, une locomotive électrique à grande vitesse, un frein dynamométrique, un régulateur à double action centrifuge et tangentielle, la balance dynamométrique, la dynamo rustique en deux éléments, le plateau d'accouplement élastique ;
- Hippolyte Fontaine, Châlons 1848 : un des plus grands électriciens du XIXe siècle, directeur et administrateur de la société Gramme pendant 28 ans, président de la Société internationale des électriciens, démontre la réversibilité de la dynamo et réalise la première expérience de transport d'énergie (1873) en faisant tourner un moteur avec le courant d'une génératrice placée à 1 800 m, fonde le Laboratoire central d'électricité point de départ de l'École supérieure d'Électricité ;
- Gustave Trouvé, Angers 1854, Ch.L.H. : inventeur du premier moteur hors-bord électrique et de la première automobile électrique, présentée à l'Exposition internationale d'Électricité de Paris en novembre 1881 ;
- Marius Lavet, Cluny 1910 et Supélec 1911, Ch.L.H. C.G.14-18 : prix Nessim-Habif et prix Henry Wilde de l'Académie des sciences, inventeur du micromoteur pas à pas et du moteur à transistors sans collecteur, auteur d'une cinquantaine de brevets au cours de sa carrière, permis la survie et le développement de la montre européenne à aiguilles. Il fut aussi professeur à l'École nationale supérieure de l'aéronautique et de l'espace (1952-1970) ;
- Marcel Perrot, Aix 1927 : professeur de physique, pionnier de l'énergie solaire, développement du captage et de la conversion des rayons du soleil ;
- André Ertaud, Paris 1928, EIM 1931 et Supélec 1942, Of. L.H. Ch.P.A. : capitaine de vaisseau, scientifique pionnier du CEA (1948), création de la première pile atomique Zoé en 1948 sous la direction de Frédéric Joliot-Curie, réalisation du réacteur nucléaire Superphénix ;
- Louis Moyroud, Cluny 1933, Ch.L.H. : prix Nessim-Habif et National Inventors Hall of Fame, inventeur en 1944, avec René Higonnet, de la photocomposition automatique ;
- Pierre Chaffiotte, Cluny 1934 et ENSPM; Ch.L. Ch.O.M. C.G.39-45 : membre de l'Académie des sciences (comité des applications), directeur technique d'Hispano-Suiza (1962-1973), directeur des études moteurs de Renault (1978-1982), président du groupement scientifique moteurs (Peugeot-Renault-Institut Français du Pétrole) de 1983 à 1990, introduction des turboréacteurs dans l'aéronautique militaire française, application des turbocompresseurs à la suralimentation des moteurs diesel, développement de turbines à gaz industrielles de 2000 à 4000 kW pour le pompage des hydrocarbures, conception mécanique des moto-compresseurs à hexafluorure d'uranium pour les usines d'enrichissement de l'uranium de Pierrelatte et du Tricastin ;
- Robert Dautray, Paris 1945, X 1949 et Corps des Mines, Gc.L.H. : membre de l'Académie des sciences[44] et prix Nessim-Habif, directeur scientifique du CEA, haut commissaire à l'énergie atomique (1993-1998) et professeur à l'École Polytechnique, développement des applications militaires de l'atome, procédé de séparation des isotopes de l'uranium, conception de la première bombe H française ;
- Lucien Montanet, Lille 1948 : prix Irène Joliot-Curie, physicien au CERN, le premier à photographier les trajectoires des particules élémentaires dans une chambre à bulles en 1952 ;

#### Chimie
- Camille Faure, Aix 1857 : médaille d'or à l'Exposition universelle de 1889, inventeur de l'accumulateur électrique industriel, concepteur d'un four électrique pour l'élaboration de l'aluminium (1883), présente à l'Académie des sciences, une note sur un procédé très économique de fabrication du chlore ;
- Eugène Houdry, Châlons 1908, Of.L.H. : National Inventors Hall of Fame, consacre sa vie à la technique du traitement des pétroles par des procédés inédits et crée, aux États-Unis, 14 grandes unités de cracking catalytique qui donnent naissance à 67 usines, prend plus de 600 brevets. Grâce à son essence de pouvoir énergétique supérieur, les avions alliés surclassent leurs adversaires au cours de la dernière guerre mondiale ;
- Alfred Champagnat, Aix 1925, ENSCS et ENSPM, Ch.L.H. : prix Nessim-Habif, médaille Redwood et prix scientifique de l'UNESCO, directeur scientifique de BP, extraction des protéines des résidus du pétrole, dépose plus de 100 brevets ;

#### Géographie
- Alexandre Corréard, Compiègne-Châlons 1803 : géographe à bord de la Méduse et l'un des survivants, représenté par Géricault sur Le Radeau de la Méduse ;
- Wladimir de La Fite, marquis de Pelleport, Angers 1872, Ch.LO C.G.14-18 Méd.M. : propriétaire du Château de Champlevrier,, ingénieur en chef aux Domaines de l'État égyptien, lève la première carte sérieuse de la Basse-Égypte, engagé volontaire à 59 ans dans le 29e régiment d'infanterie (soldat de 1re classe), mort au champ d'honneur ;

#### Géologie
- Henri Jus, Angers 1847, Ch.L.H. : médaille d'or de la Société d'encouragement pour l'industrie nationale, médaille de vermeil de la Société de géographie, géologue, consacre 44 ans de sa vie à la transformation du Sahara, sauve ainsi l'oasis d'Oued Rihr et fait jaillir, en près de 500 points d'eau, 250 000 m3/min, créateur de nombreuses oasis, il est surnommé par les Sahariens « ßou el Ma », le père de l'eau ;
- Charles Audebeau Aix 1876 : Bey, membre correspondant de l’Académie des sciences coloniales (1926), membre de l'Académie d'agriculture, membre de l'Institut d'Egypte à partir de 1913 (vice-président en 1929 et 1930), ingénieur en chef aux Domaines de l'État égyptien, réalise de nombreuses découvertes sur le régime souterrain des eaux du Nil ;

#### Archéologie
- Émile Prisse d'Avesnes, Châlons 1823 : égyptologue, dote la France des bas-reliefs de la salle des ancêtres de Thoutmès III, la fameuse stèle de Ramsès XV et le papyrus « Prisse », le plus ancien manuscrit du monde (4 373 ans avant notre ère), contribue avec Jean-François Champollion au déchiffrage de l'écriture égyptienne ;
- Félix Faraut, Aix 1862 : astronome et archéologue, conseiller intime de S.A. Norodom, souverain du Cambodge, découvre de nombreux monuments Khmers ;

### Enseignement
- Charles Dauban, Compiègne 1800-Châlons 1806, Ch.L.H. : professeur d'arithmétique et d'écriture à l'école de Beaupréau (1811-1815), professeur de mathématiques et sous-directeur du collège Henri IV, directeur de l'école d'Angers (1831-1849) et directeur honoraire des trois écoles (Châlons-sur-Marne, Angers et Aix-en Provence) ;
- André Guettier, Châlons 1832 : industriel, développement de l'enseignement de la fonderie dans les écoles de Châlons-sur-Marne, Angers et Aix-en Provence, auteur de traités de fonderie qui faisaient autorité à son époque ;
- Éloi Guignon, Aix 1859 : membre de l'Institut d'Egypte, chargé par le Khédive de créer l'École des Arts et Métiers du Caire qu'il dirige pendant 23 ans ;
- Eugène-Victor Ronceray, Châlons 1885, Of.L.H. : créateur de l'École supérieure de fonderie et de forge ;
- Casimir Monteil, Aix 1891 et Centrale 1898, Co.L.H. : hydraulicien, docteur en mathématiques (1906), professeur de thermodynamique à l'École supérieure d'électricité (1916-1941) et au Conservatoire national des arts et métiers, directeur de l'École centrale des arts et manufactures (1945-1948) ;
- Émile Garabiol, Aix 1893, Of.L.H. Of.O.M. Co.P.A. : professeur de mécanique à l'Association philotechnique, alors dirigée par Raymond Poincaré ;
- Pierre Massot, Aix 1895 et Centrale 1902 : professeur de construction de machines à l'École centrale des arts et manufactures (1930-1950), écrivain scientifique réputé, auteur de multiples brevets (machines outils, mécanismes de précision) ;
- Paul Cayère, Aix 1907, C.G.14-18 : pilote dans l'aéronavale en 1916, ingénieur en chef chez Neyret-Beylier, établit les règles de régulation des grosses turbines hydrauliques, ordonné prêtre en 1930, fondateur de l'École Libre d'Apprentissage de Grenoble en 1935 ;
- André Campa, Angers 1924 : inspecteur général de l'enseignement technique ;
- Jacques Cliton, Cluny 1935 : professeur de mécanique à Arts et Métiers ParisTech, fondateur de la SERAM (Société d'étude et de recherche des Arts & Métiers), aujourd'hui ARTS ;
- Raymond Vatier, Lille 1938, Of.L.H. Of.O.M. Co.P.A. : médaille d'or de l'Enseignement technique, créateur du CESI (1958) et des GRETA, directeur délégué à l'Orientation et à la Formation du ministère de l'Éducation nationale (1970)[45],[46] ;
- Louis Feuvrais, Angers 1949 : professeur des universités, thèse sous la direction de Frédéric Joliot-Curie, rejoint le CERN à Genève (1961) et fait équipe avec Maurice Spighel, Louis Dick et Georges Charpak, crée et dirige l'IUT de Lyon (1967), directeur d'Arts et Métiers ParisTech (1970-1991) ;
- Guy Gautherin, Cluny 1955, Ch.L.H. Of.O.M. : chercheur au CNRS, professeur à Paris-VII et Paris-XI, directeur adjoint de l'ENS Cachan (1980-1985), directeur général d'Arts et Métiers ParisTech (1991-2001), président de la Conférence des directeurs des écoles françaises d'ingénieurs (1994-2000);
- Jean-Pierre Trotignon, Angers 1967 : directeur du Réseau n+i ;
- Jean-Lou Chameau, Lille 1972 et Stanford : membre de l'Académie des technologies[47] et de l'Académie nationale d'ingénierie des États-Unis, président du California Institute of Technology (Caltech) de 2006 à 2013 et vice-président du Georgia Institute of Technology (Georgia Tech) de 2001 à 2006[48] ;
- Pierre Koch, Aix 1974, MIT, Insead : directeur de l'Université de Technologie de Troyes, secrétaire général de l'ESCP Europe (2012-2014), conseiller auprès de la ministre chargée de l’apprentissage et de la formation professionnelle Nadine Morano, directeur des études d'Arts et Métiers ParisTech (1991-1996) ;
- Jean-Louis Billoët, Lille 1975, Chec, Of.P.A. : directeur de l'INSA Rouen[49] depuis 2007, directeur de Polytech'Orléans (2003-2007) ;
- Paul Millier, Cluny 1975 : professeur de marketing et de management de l'innovation à EM Lyon, et professeur visitant à la Cranfield School of Management, auteur d'une dizaine d'ouvrages de premier plan sur l’innovation ;
- Marie Reynier, Bordeaux 1975, Ch.L.H. Of.O.M. Co.P.A. : rectrice de l’académie d’Orléans-Tours depuis 2011 et de l'académie de la Martinique de 2006 à 2009[50], directrice générale d'Arts et Métiers ParisTech (2001-2006) ;
- Jean-Marc Idoux, Châlons 1989 : directeur général d'HEI depuis 2006[51] ;

### Politique

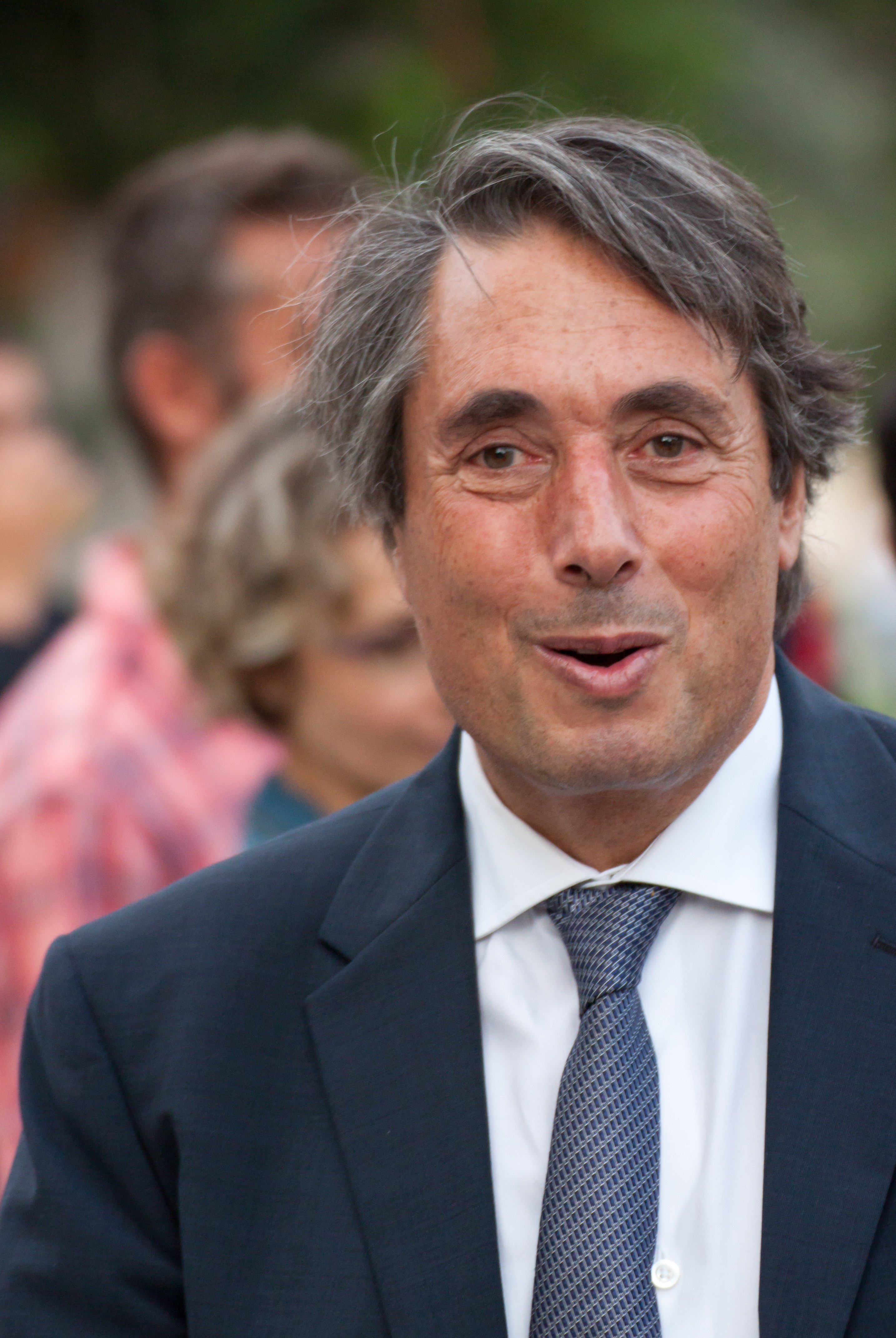
Michel Destot, juillet 2012

#### IIIeRépublique
- Jules Derégnaucourt, Châlons 1835 : maire de Roubaix et député du Nord (1872-1876)[52] ;
- Lucien Arbel, Aix 1843, Of.L.H. : fondateur des Forges de Couzon à Rive-de-Gier en 1869 et des Forges de Douai en 1890, colonel de la Garde nationale (1870), député de la Loire (1871-1876) puis sénateur (1876-1888)[53] ;
- Paul Rolier : capitaine lors de la guerre franco-allemande de 1870 (inspirera Jules Verne pour son roman, L'Île mystérieuse) puis maire de Serquigny (Eure) ;
- Agamemnon Imbert, Aix 1850 : député de la Loire (1885-1889)[54] ;
- Hector Sirot-Mallez, Châlons 1851 : député du Nord (1893-1898)[55] ;
- Barthélémy Brunon, Aix 1852, Ch.L.H. : sénateur de la Loire (1888-1896)[56] ;
- Désiré Linard, Châlons 1859, Ch.M.A. : maire de Saint-Germainmont, député (1888-1898) puis sénateur (1898) des Ardennes[57] ;
- Simon Plissonnier, Aix 1864, Of.L.H. Ch.M.A. : député de l'Isère (1893-1924)[58] ;
- Alexis Savary, Angers 1867, Ch.L.H. : maire de Quimperlé (1886-1899), sénateur du Finistère (1894-1899) et secrétaire du Sénat en 1899[59] ;
- Arthur Groussier, Angers 1878 Of.L.H. : député de Paris pendant 30 ans (1898-1928) et vice-président de la Chambre des députés en 1917, fondateur du Code du Travail (1910), président du Conseil de l'Ordre du Grand Orient de France[60], adjoint du général Gallieni pour assurer la défense de Paris en 1914 ;
- Gaston Gourdeau, Angers 1899 et Supélec Of.L.H. C.G.14-18 : député de la Sarthe (1928-1936), sous secrétaire d'Etat aux Travaux publics et au Tourisme dans le gouvernement Steegs, sous secrétaire d'Etat au Tourisme dans le gouvernement Hérriot ;
- Édouard Moncelle, Of.L.H. C.G.14-18 : membre de l'État-major du Maréchal Foch lors de la Première Guerre mondiale, député (1924-1940) et vice-président de la Chambre des députés en 1932[61] ;

#### Seconde Guerre mondiale
- Paul Bur, Aix 1890 : maire de Dijon de juin 1940 à mai 1942[62], également président de la chambre de commerce de Dijon de 1936 à 1944 ;

#### IVeRépublique
- Lucien Midol : député de la IIIe République (1932-1940), maire d'Athis-Mons de 1944 à 1948, membre des assemblées constituantes de 1945 et de 1946, député de Seine-et-Oise (1946-1958)[63] ;

#### VeRépublique
- Raymond Pinchard, Châlons 1905, Co.L.H. C.G.14-18 : commandant lors de la Grande Guerre, chef d'escadron lors de la Seconde Guerre mondiale, sénateur-maire de Nancy (1952-1961)[64] ;
- André Cramois, Aix 1917 et Supélec : directeur de cabinet (1930) puis chef de cabinet (1938) du ministère de l'Agriculture, directeur général de la Caisse nationale du Crédit Agricole (1944), conseiller général de la Banque de France (1944-1963), administrateur de la Banque française du commerce extérieur (1946-1963), maire de Coulon (1961-1977) ;
- Robert Bichet, Châlons 1922, Ch.L.H. C.G.39-45 Méd.R. : résistant puis sous-secrétaire d'État à la présidence du Conseil et à l'information du gouvernement Georges Bidault (1), député du Val-d'Oise (1945-1958), vice-président de l'Assemblée parlementaire du Conseil de l'Europe (1949-1959) et maire d'Ermont (1959-1971), père des Nouvelles messageries de la presse parisienne (NMPP)[65],[66] ;
- Louis Baillot, Paris 1942 : député de Paris (1967-1978) et parlementaire européen (1979-1989), une place du 18e arrondissement porte son nom[67],[68] ;
- Henri Revol, Cluny 1956 et INSTN, Of.L.H. Ch.O.M. Ch.P.A. : sénateur honoraire de la Côte-d'Or (1989-2008)[69] ;
- André Bascou, Aix 1963 : député des Pyrénées-Orientales (1993-1997) ;
- Michel Destot, Lille 1964 : député depuis 1988[70], maire de Grenoble (1995-2014) et président de l'Association des maires des grandes villes de France[71] ;
- Francis Saint-Léger, Aix 1977 : député de la Lozère (2002-2012)[72] ;

#### Étranger
- Alcide Kacou, Aix 1938, Co.L.H. : prix Nessim-Habif, ministre de l’Enseignement technique (1957) puis ministre des Travaux publics, Transports, Postes et Télécommunications (1961) de la Côte d'Ivoire, il a pris une grande part dans le développement industriel, social et culturel de la Côte d'Ivoire et des pays africains[73] ;
- Didjob Divungi Di Ndinge, Aix 1965 : vice-président de la République gabonaise (1997-2012)[74] ;

### Armées

#### Officiers généraux
- Lieutenant-général d'Empire Michel Ordener, Comte, Compiègne-Châlons 1800
- Général d'Empire Louis Lejeune, Compiègne-Châlons 1802
- Général d'Empire François Koenig, Châlons 1807
- Amiral Joseph Barguillet, Angers 1862, Co.L.H. Méd. M. : le premier d'une longue liste d'ingénieurs Arts et Métiers mécaniciens généraux ;
- Général de brigade Marie François Ganeval, Châlons 1868, Co.L.H C.G.14-18 Méd.M. : vétéran de la guerre de 1870 contre l'Allemagne comme engagé volontaire aux Francs-Tireurs des Vosges, lieutenant d'infanterie de marine lors de la campagne de Madagascar (1885), commande les Tirailleurs Malgaches à la prise de Tananarive en tant que chef de bataillon (1895) puis prend la direction du cercle d'Arivonimamo, commandant de la 2e Brigade de la 2e D.I.C. du Corps Expéditionnaire d'Orient (1915), mortellement blessé alors qu'il visitait les tranchées anglaises du ravin de l'Achi-Baba (Turquie) ;
- Amiral Louis Jauch, Aix 1898 : président de l'Académie de Marine (1945-1946)[75], cofondateur de l'École spéciale des travaux aéronautiques ;
- Vice-amiral Henri Chenais, Angers 1926 et Navale 1929, Co.L.H. G.C.O.M. C.C.V. : officier-mécanicien sur le sous-marin L'Ajax coulé lors de la bataille de Dakar le 24 septembre 1940, il est repêché par les Anglais et s'engage dans les Forces navales françaises libres (1941) aux côtés du général de Gaulle qui le décorera de la grand-croix de l'ordre national du Mérite (1969), organise les services techniques de la Marine de la France libre, chef du corps des Ingénieurs mécaniciens (1962-1968) ;
- Général de division René Pechmajou, Angers 1931, Of.L.H. Co.O.M. : ingénieur général de première classe, résistant, libération de La Rochelle le 16 avril 1945, débarquement sur l’Île d'Oléron le 30 avril 1945, vétéran de la guerre d'Indochine (Saïgon), adjoint au directeur puis directeur du service central des approvisionnements (1963-1974) ;
- Vice-amiral Henri Cochet, Châlons 1935 et EIM, Of.L.H. Co.O.M. : sous-chef d'état major de la Marine et secrétaire perpétuel de l'Académie de Marine[76] ;
- Contre-amiral Georges Tilmont, Lille 1939, ENSPM et ESG, Of.L.H. Of.O.M. ;
- Vice-amiral Pierre Narbey, Angers 1944 ;
- Contre-amiral Yves Chaillon, Angers 1948, Ch.L.H. Of.O.M. ;
- Général de corps d'armée Jean Tartanac, Angers 1954 ;
- Général de corps d'armée Bernard Barbier, Angers 1959, Of.L.H. Of.O.M. ;
- Général de division Noël Lhuissier, Angers 1959, Of.L.H. Of.O.M. : directeur du service central des approvisionnements de l'Armée de terre (1991-1995), commandant de l'École Supérieure du Matériel de Bourges (1995-1998) ;
- Général de corps d'armée Jacques Neuville, Angers 1960 et ENSTA 1972 : directeur central du matériel de l'Armée de terre (1996-2000) ;
- Général de corps d'armée Michel Moulinier, Angers 1962, ENSPM et CHEM : directeur central du matériel de l'Armée de terre (2000-2002) ;
- Général de division Jack Desbordes, Angers 1966, ENSTA, ENSPM;
- Général de corps d'armée Jean-Pierre Bansard, Angers 1968, ESG et CHEM : sous-chef de l’état-major militaire international de l’OTAN pour la logistique, l’armement et les ressources ;
- Général de corps d'armée Michel Barthelemy, Angers 1969 ;

#### Officiers supérieurs
- Colonel Camille Petitjean, Go.L.H. : assassiné en Algérie en 1962 ;
- Lieutenant-colonel Jules Ramas, Aix 1885, Co.L.H. : commandements à l'état-major du Génie, chargé de mission de Winston Churchill (1917), directeur général du Comptoir sidérurgique de France, conseiller du Commerce extérieur, maire de Chatou (1935-1944) ;
- Commandant Maurice Goudichaud, Angers 1906, Of.L.H. C.G.14-18 : lieutenant du 8e régiment du génie pendant la Première Guerre mondiale, chef de bataillon dans le 17e régiment du génie lors de la Seconde Guerre mondiale ;
- Commandant Lucien Poussot, Châlons 1910, Co.L.H. C.G.14-18 Méd.M. : vétéran de la Première Guerre mondiale, commandant à l'état-major des forces aériennes de la 3e Armée en 1939, maire d'Hatrize (Meurthe-et-Moselle) de 1929 à 1947 ;
- Capitaine de vaisseau Jean Guillou, Angers 1935 et Navale 1938[77] Ch.L.H. ;
- Capitaine de vaisseau Emile Cucchi, Aix 1946 et EIMM, Ch.L.H. Of.O.M. ;
- Capitaine de vaisseau Joël Lejeune, Châlons 1949, Ch.L.H. Ch.O.M. ;
- Lieutenant-colonel Michel Bretel, Angers 1957, ENSTA et ESG : direction centrale du matériel (1979-1983) ;
- Capitaine de frégate Gérald Delabie, Châlons 1959 ;
- Capitaine de vaisseau Michel Lucas, Cluny 1975 ;
- Lieutenant-colonel Jean-Patrick Wancar, Châlons 1976, Ch.L.H. Ch.O.M. ;
- Capitaine de vaisseau Bernard Jacquet, Cluny 1977 et INSTN 1988, Ch.L.H. Ch.O.M C.V.M. : commandant adjoint du porte-avions Charles de Gaulle (2000-2003)[78], commandant de la base navale de Brest ;
- Colonel Laurent Chapelle, Châlons 1985-Cluny 1986 et Supélec, Ch.L.H. ;
- Lieutenant-colonel Thomas Brucker, Aix 1999 : commandant des sapeurs-pompiers de Paris ;

#### Corps des Ingénieurs mécaniciens
- Joseph-Auguste Mandin, Aix 1870, CH.L.H : ingénieur mécanicien de première classe, Officier breveté torpilleur, à bord du croisé cuirassier "Dupleix" division Extrême-Orient, puis du cuirassier Bouvet mort  à son poste lors du naufrage de son navire coulé par une mine dérivante Turque, le 18 mars 1915 durant la Bataille des Dardanelles ;
- Jean-Augustin Souyri, Aix 1886 : médaille coloniale, explorateur et second maître mécanicien dans la marine, membre de la mission Jean-Baptiste Marchand (Congo-Nil), administrateur colonial des Territoires du Haut-Oubangui (Congo)
- Edmond Egon, Châlons 1910 : ingénieur mécanicien en chef à bord du croiseur Dunkerque, navire amiral de la Flotte de l'Atlantique ;
- Xavier Grall, Angers 1924 et EIM 1927, Ch.L.H. C.G.39-45 : ingénieur mécanicien de première classe à bord du croiseur Dunkerque, navire amiral de la Flotte de l'Atlantique, mort lors de la Bataille de Mers el-Kébir[79] ;
- Albert Borey, Paris 1924 et Navale : ingénieur mécanicien en chef de première classe ;
- Charles Battezzati, Aix 1925 et EIMM 1928, Ch.L.O. C.G.39-45 Méd.R. : ingénieur mécanicien de première classe (1938), rejoint la résistance au sein du réseau Gallia (1943), créateur des sociétés Smac et Pyromeca
- Louis Laubie, Cluny 1928 et EIM 1931, Ch.L.H. : ingénieur mécanicien de première classe mort lors du naufrage de son sous-marin coulé au canon par un chalutier allemand le 19 décembre 1943 au large de Cassis lors de sa 2e patrouille sur les côtes de Provence ;

À la veille de la Seconde Guerre mondiale, les gadzarts représentaient la quasi-totalité des élèves entrant dans le Corps des Ingénieurs mécaniciens.

#### Militaires de la Grande Guerre et de la Seconde Guerre mondiale
960 gadzarts sont titulaires à la fois de la Légion d'honneur et d'une Croix de guerre (1914-1918 ou 1939-1945).
- Lieutenant Jean Fusier, Cluny 1905, C.G.14-18 : chef d’escadrille et pilote de tout premier ordre ;
- Henri Baron, Angers 1910, Ch.L.H. C.G.14-18 Méd.M. : pilote mort lors des bombardements des usines Mauser à Oberndorf (Allemagne) ;
- Lieutenant Sadi Coignard, Angers 1910, C.G.14-18 : pilote de combat ;
- Léon Guérineau, Angers 1910, C.G.14-18 : ingénieur des Travaux Publics de l'État à Oran, mort lors des bombardements des usines Mauser à Oberndorf (Allemagne) avec Henri Baron (Angers 1910) ;
- René De Marmier, Cluny 1910, C.G.14-18 Méd.M. : pilote d'escadrille, mort dans une collision d’avions au retour d’une patrouille de chasse ;
- Charles Antoine Debas, Cluny 1912, C.G.14-18 Méd.M. : observateur en ballon ;
- Capitaine Bernard Royer, Angers 1914, Ch.L.H. C.G.14-18 : sous-lieutenant du 6e régiment du génie (6e RG), Compagnie 9/4 puis du 11e régiment du génie (11e RG), Compagnie 21/1  pendant la Première Guerre mondiale, capitaine affecté au commandement du 7e régiment du génie (7e RG) lors de la Seconde Guerre mondiale ;

#### Résistants
- Alphonse Fercot, Ch.L.H. C.G.14-18 C.G.39-45 Méd.R. C.C.V.14-18 : vétéran de la Première Guerre mondiale (combats du front Nord), résistant de la Seconde Guerre mondiale, participe à la création du journal Pantagruel et dirige les Forces françaises de l'intérieur de Saint-Fargeau-Ponthierry ;
- Jacques Guggenheim, Cluny, Of.L.H. Ch.P.A. C.G.39-45 Méd.R. : résistant (1940), engagé volontaire (1942), participe au siège de Royan puis aux opérations du Front d'Alsace dans le 12e régiment de Chasseurs à cheval, également président-directeur général de Locatel (1976-1990) ;
- Marcel Hanra, Châlons 1904, Of.L.H. Of.O.M. Ch.P.A. C.G.14-18 Méd.R. : vétéran de la Première Guerre mondiale (Verdun), résistant lors de la Seconde Guerre mondiale ;
- Alphonse Tanguy, Angers 1913 : résistant, abattu par la Gestapo à Paris en 1943, vole les plans ultrasecrets des cinq bases sous-marines allemandes de l'Atlantique, met en place une liaison maritime pour l'Angleterre et assure la direction générale du réseau Confrérie Notre-Dame ;
- Jacques Bonsergent, Angers 1930 : le premier fusillé par les Allemands à Paris, durant l'Occupation. Depuis, une station du métro parisien porte son nom[S 3] ;
- René Cunin, Lille 1932 et Supélec 1937 : enseigne de vaisseaux aux transmissions de la Marine nationale (1938), pilote breveté de l'Aéronavale (1940), officier commandant un bombardier Wellington qui disparaît en mer avec son équipage au large de Dakar (1943) ;
- Marc Le Coq, Lille-Angers 1939 : résistant, incorporé au Squadron 346 de la Royal Air Force, commandant de bord sur bombardier Handley Page Halifax (60 missions), également président du tribunal de commerce de Nancy (1976-1982) ;
- André Trévedic, Angers 1943 : résistant des Forces françaises de l'intérieur (3e compagnie Francs tireurs et partisans français) ;
- Robert Laurent, Cluny 1944 : résistant lors de la Seconde Guerre mondiale et vétéran de la Guerre d'Indochine ;

#### Compagnons de la Libération
- Colonel Pierre Beucler, Châlons 1920 mais entré en 1915, Co.L.H. C.G.14-18 C.G.39-45 : Compagnon de la Libération (1945), chevalier de la Légion d'honneur à 22 ans, sous-lieutenant au sein de l'escadrille 40 en 1917, entre dans la Résistance en 1940 sous le nom de Colonel Kléber, adjoint au chef de l'état major national des Forces françaises de l'intérieur (1944), donne l'ordre d'insurrection à l'approche de la division Leclerc lors de la Libération de Paris, participe au défilé de la Libération le 26 août 1944, promu colonel des Forces françaises de l'intérieur le 25 mars 1945 ;
- Lieutenant-colonel Henri Beaugé-Bérubé, Paris, Co.L.H. C.G.39-45 Ch.M.A. Ch.A.L. Méd.R. C.C.V. : Compagnon de la Libération (1945), s'engage dans les Forces françaises libres (1940), campagnes de Libye, d'Italie et de Tunisie, débarquement de Provence à Cavalaire (1944), aide de camp du général Koenig de 1947 à 1949, détaché auprès du gouvernement du Maroc pour l'administration provinciale, création des parcs naturels régionaux (1963 à 1971), membre du conseil de l'Ordre de la Libération ;
- Lieutenant-colonel Charles Clerc, Châlons 1927, Of.L.H. C.G.39-45 Méd.R. C.C.V. : Compagnon de la Libération (1941), rejoint les Forces françaises libres dès 1940 (1er bataillon d'infanterie de marine), combat à Bir-Hakeim (1942) sous les ordres du général Koenig, affecté à la 2e DB du général Leclerc (1943) chargé de la direction du matériel (débarquement à Utah Beach, libération de Paris et de Strasbourg)[80] ;
- Chef d'escadron Louis Magnat, Cluny 1932, Of.L.H. C.G.39-45 Méd.R. : Compagnon de la Libération (1945), officier d'artillerie de la 2e DB du général Leclerc ayant rejoint les Forces françaises libres dès 1940[81],[82], débarque en Normandie et participe à la libération de Paris, aux campagnes des Vosges et d'Alsace, à la libération de Strasbourg, participe aussi à la réduction de la poche de Royan en avril 1945 ;

### Arts et Lettres

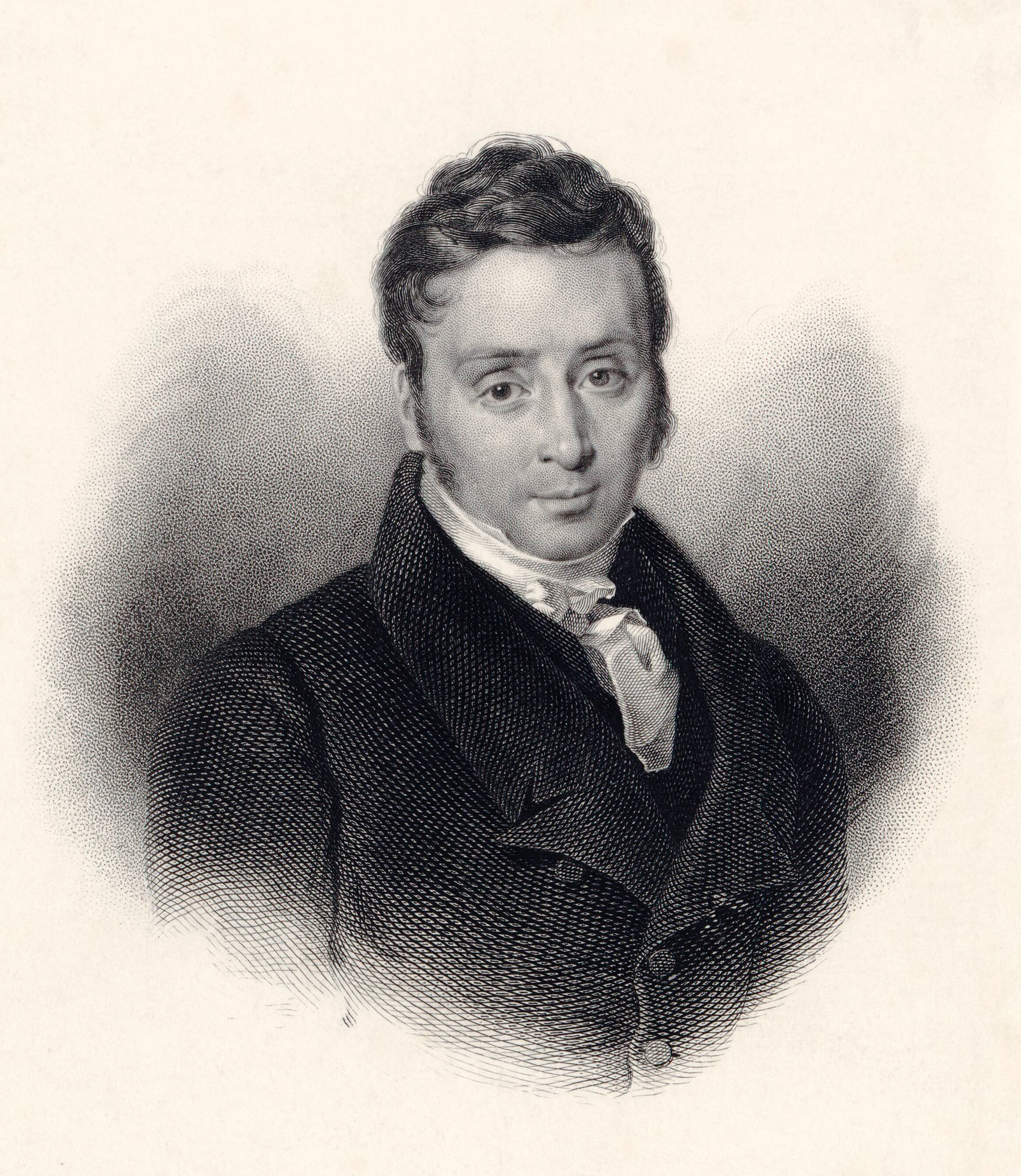
Wilhem
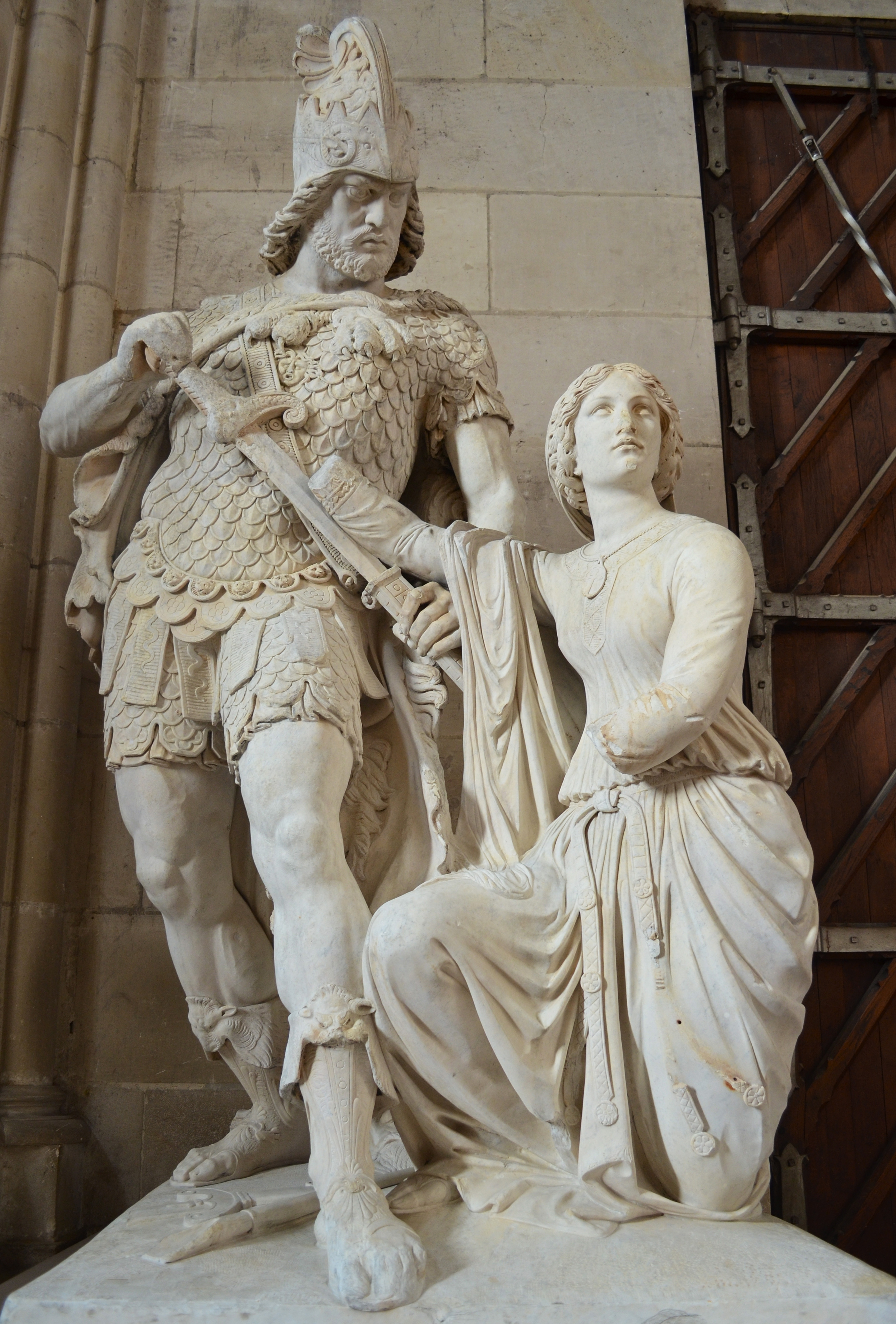
Sculpture d’Hippolyte Maindron.
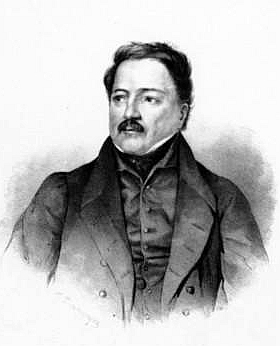
Pierre Joseph Meifred.
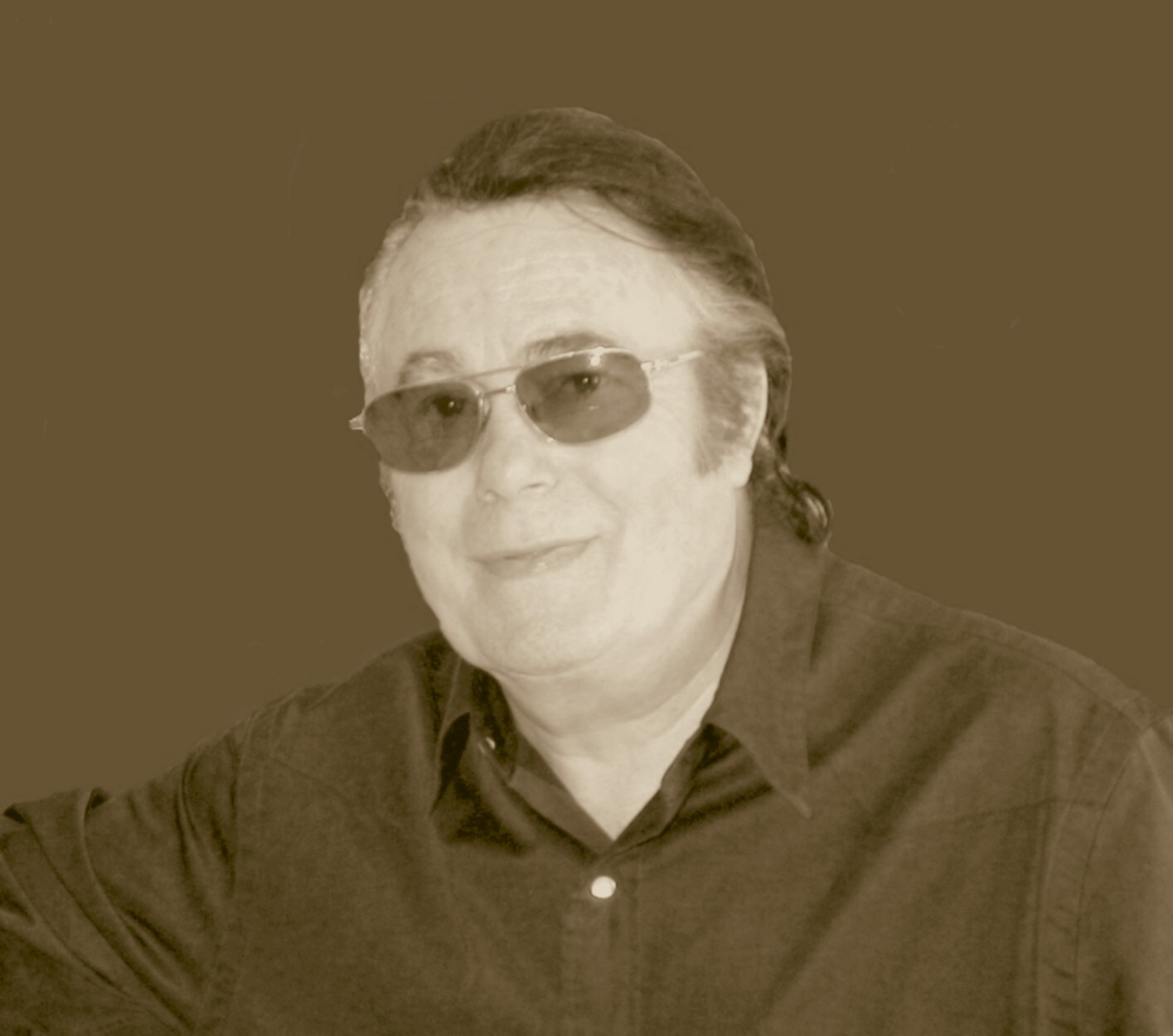
Portrait d’Alain Barrière.

#### Architecture
- Adolphe Coquet, Aix 1856 : grand prix de Rome ;

#### Sculpture
- Hippolyte Maindron, Angers 1816 : élève de David d'Angers, statuaire de grand talent, on lui doit notamment la statue du Général Colbert aux Invalides, celle de la Fraternité à l'Assemblée nationale, la statue en bronze du Duc de La Rochefoucauld-Liancourt, érigée à Liancourt ;

#### Peinture
- Adrien Dauzats, Angers 1819, Ch.L.H. : peintre orientaliste, illustrateur et lithographe. Ses œuvres sont exposées au musée du Louvre et au musée d'Orsay ;
- Jules-Joseph Dauban, Angers 1839 : directeur de l'École des Beaux-Arts d'Angers et conservateur du musée des beaux-arts de la même ville ;
- Henri Guinier, Châlons 1883, Ch. L.H. : grand prix de Rome en 1896 à 29 ans, médaille d'argent à l'Exposition universelle de 1900, lauréat du prix Henner en 1907, membre de la Société des artistes français ;
- Pierre De Maria : peintre proche des cubistes ;

#### Musique
- Guillaume-Louis Bocquillon, alias Wilhem, Liancourt 1795 - Compiègne 1800 : introduit la méthode de l'enseignement mutuel en musique.
- Pierre-Joseph Meifred, Compiègne-Châlons 1801 : membre de l'Académie Royale de Musique, corniste, inventeur du cornet à pistons, professeur au Conservatoire de Paris, promoteur de la future SACEM ;
- Alain Bellec, alias Alain Barrière, Angers 1955 : auteur, compositeur, interprète[83] ;
- Laurent Ziliani, Aix 1997 : compositeur ;
- Grégoire Blanc, Paris 2015 : musicien ;

#### Lettres
- Denis Poulot, Châlons 1847, Of.L.H. Ch.P.A. : philanthrope et essayiste, auteur du livre "Le Sublime" qui inspira L'Assommoir d'Émile Zola, maire du 11e arrondissement de Paris (1879-1882), inspecteur régional de l'Enseignement technique ;
- Pierre Massot (alias Martin Charles), Aix 1895 : écrivain scientifique réputé[réf. nécessaire] ;
- Constant Hubert, Angers 1899 : poète, lauréat de la société des Gens de lettres, vice-président de l'Académie Montaigne ;
- Gaston Arthuis, Cluny 1903 : auteur dramatique, homme de lettres, disparu prématurément en 1928 ;
- Guillaume Duval, Bordeaux 1975 : rédacteur en chef d'Alternatives économiques ;
- Philippe Nessmann, Châlons 1987 : auteur pour la jeunesse ;
- Mathieu Gabella, Lille 1997 et ENSPM : scénariste de bandes dessinées ;
- Denis Guiot,  Aix 1967 : critique littéraire et éditeur ;

#### Théâtre Cinéma
- Achod Malakian, alias Henri Verneuil, Aix 1940 : membre de l'Académie des beaux-arts, prix Nessim-Habif et 2 Oscars, cinéaste (La vache et le prisonnier, Le Mouton à cinq pattes...)[84] ;
- Christian Giavarini, alias Christian Varini, Angers 1963 : fondateur et directeur du café théâtre Le Point-Virgule (1978-1993)[85] ;
- Cédrick Spinassou, Lille 1998 : comédien et metteur en scène ;

#### Radio, télévision, photographie

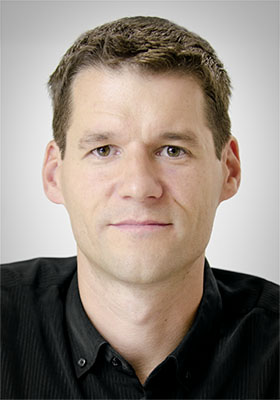
Jacques Honvault, 2013.

- Emile Vinet, Paris 1934 : photographe ;
- Michel Alberganti, Angers 1954 : producteur de radio (France Culture), journaliste (Les Échos, L'Usine nouvelle, Le Monde) et écrivain ;
- Thibaut Martin, Cluny 1994 : rédacteur en chef de l'émission Incroyables Expériences présentée par Tania Young et Jamy Gourmaud ;
- Jacques Honvault, Châlons 1996 : photographe ;

### Activités diverses
- André Perchicot : ne semble pas avoir jamais fréquenté les écoles des Arts-et-Métiers coureur cycliste (champion de France de vitesse en 1912, champion d'Europe de vitesse en 1913 et 3e aux championnats du monde de vitesse de 1912 et 1913), il devint chanteur après avoir été blessé lors de la Première Guerre mondiale[86] ;
- Gilbert Gérintes, Cluny 1918 : international de rugby à XV (1924-1926), médaille d'argent aux jeux olympiques de 1924[87] ;
- Marcel Besson, Cluny 1919, Ch.P.A. : international de rugby à XV (1924-1927)[88] ;
- René Graciet, Aix 1921 : international de rugby à XV (1926-1929)[89] ;
- André Rapin, Angers 1929, Of.L.H. : international de rugby à XV (1938)[90] ;
- Paul Boyer, Aix 1929 : international de rugby à XV (1935) ;
- Marcel Tucoo-Chala, Paris 1934 : international de rugby à XV (1940) ;
- Serge Merlet, Châlons 1945 : pionnier des arts martiaux en France, 7e dan d'aïkido au Japon.
- Danielle Chegue Wabo 2015, ingénieure et entrepreneur, philanthrope, artiste et reine de beauté camerounaise.

## Gadzarts de fiction

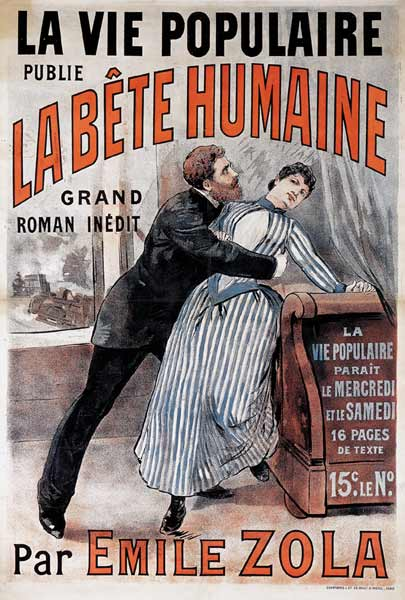
Lithographie parue dans le quotidien La Vie populaire en 1889.

- Jacques Lantier, gadzarts de fiction imaginé par Émile Zola est le conducteur de « La Lison », la locomotive de La Bête humaine.
- Antoine Bloyé, dans le roman éponyme de Paul Nizan. Inspiré par la vie du père de l'auteur, Pierre Nizan (Angers 1884)[91] ;

### Abréviations utilisées
| Abréviation | Signification                                | Abréviation | Signification                                               |
| ----------- | -------------------------------------------- | ----------- | ----------------------------------------------------------- |
| Ch.L.H.     | Chevalier de la Légion d'honneur             | Centrale    | École centrale Paris                                        |
| Of.L.H.     | Officier de la Légion d'honneur              | CHEM        | Centre des hautes études militaires                         |
| Co.L.H.     | Commandeur de la Légion d'honneur            | EIM         | École des ingénieurs mécaniciens de la marine               |
| Go.L.H.     | Grand-officier de la Légion d'honneur        | ENSPM       | École nationale supérieure du pétrole et des moteurs        |
| Gc.L.H.     | Grand-croix de la Légion d'honneur           | ENSTA       | École nationale supérieure des techniques avancées          |
| Co.Lib.     | Compagnon de la Libération                   | ESG         | École supérieure de guerre                                  |
| Ch.O.M.     | Chevalier de l'Ordre national du Mérite      | INSTN       | Institut national des sciences et techniques nucléaires     |
| Of.O.M.     | Officier de l'Ordre national du Mérite       | Supaéro     | École nationale supérieure de l'aéronautique et de l'espace |
| Co.O.M.     | Commandeur de l'Ordre national du Mérite     | Supélec     | École supérieure d'électricité                              |
| Go.O.M.     | Grand-officier de l'Ordre national du Mérite | Supoptique  | Institut d'optique graduate school                          |
| Gc.O.M.     | Grand-croix de l'Ordre national du Mérite    | Telecom     | École nationale supérieure des télécommunications           |
| Ch.P.A      | Chevalier des Palmes académiques             | X           | École polytechnique                                         |
| Of.P.A.     | Officier des Palmes académiques              |             |                                                             |
| Co.P.A.     | Commandeur des Palmes académiques            |             |                                                             |
| Ch.M.A.     | Chevalier du Mérite agricole                 |             |                                                             |
| Of.M.A.     | Officier du Mérite agricole                  |             |                                                             |
| Co.M.A.     | Commandeur du Mérite agricole                |             |                                                             |
| Ch.A.L.     | Chevalier des Arts et des Lettres            |             |                                                             |
| Of.A.L.     | Officier des Arts et des Lettres             |             |                                                             |
| Co.A.L.     | Commandeur des Arts et des Lettres           |             |                                                             |
| Méd.M.      | Médaille militaire                           |             |                                                             |
| C.G.14-18   | Croix de guerre 1914-1918                    |             |                                                             |
| C.G.39-45   | Croix de guerre 1939-1945                    |             |                                                             |
| Méd.R.      | Médaille de la résistance                    |             |                                                             |
| C.C.V.14-18 | Croix du combattant volontaire 1914-1918     |             |                                                             |
| C.C.V.      | Croix du combattant volontaire               |             |                                                             |
| Méd.A.      | Médaille de l'Aéronautique                   |             |                                                             |

### Liens vers les sites Internet Arts et Métiers
1. ↑  [Site de la société des ingénieurs Arts et Métiers, liste de gadzarts célèbres (page consultée le 12-03-2014)].
2. ↑  [Site du patrimoine gadzarts, Grandes figures (page consultée le 12-03-2014)].
3. ↑  [Dernière lettre de Jacques Bonsergent (page consultée le 12 mars 2014)].

#### Livres
- Olivier Vercherand, Anne Téqui, Arts et Métiers, l'école de la technologie, Paris, Le Cherche midi, 2011, 127 p. (ISBN 978-1-884964-23-7), .
- Charles R. Day (trad. Jean-Pierre Bardos), Les Écoles d'arts et métiers : l'enseignement technique en France XIXe-XXe siècles [« Education for the Industrial World. The Ecoles d’Arts et Métiers and the Rise of French Industrial Engineering, Cambridge (Mass.), Londres, MIT Press »], Belin, 1991 (1re éd. 1897) (ISBN 978-2-7011-1253-4), .
- Jean Primault, Châlons 1930 et al., Livre d’or : Bicentenaire gadzarts, Paris, Société des ingénieurs Arts et Métiers, 1980 (1re éd. 1980), 855 p., .

#### Périodiques
- Arts&MétiersMag, Paris, Société des ingénieurs Arts et Métiers (ISSN 0999-4084), .